# Канал имени Москвы
Кана́л и́мени Москвы́ (сокращённо КиМ, до 1947 года — канал Москва — Волга) — канал, соединяющий реку Москву с Волгой.
Управление инфраструктурой канала осуществляет Федеральное государственное бюджетное учреждение «Канал имени Москвы».

## География
Расположен в Московской и Тверской областях России, частично протекает по городу Москве. Длина составляет 128 км. Ширина канала по поверхности — 85 м, по дну — 45 м, глубина — 5,5 м. Даёт Москве более 60 % всей потребляемой питьевой и промышленной воды. Уровень воды на Волге в месте забора в канал — 124 м, на выходе (перед Карамышевской плотиной на Москве-реке) — 126 м, наивысший участок в 162,1 м находится между Икшей и Химками.

## История

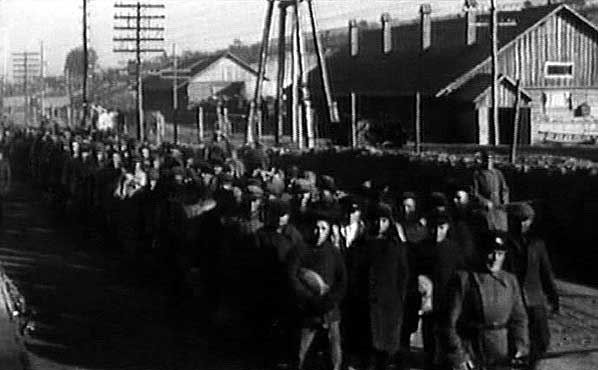
Заключённые на строительстве канала

К началу 1930-х годов в Москве из-за роста населения начала сказываться нехватка питьевой и технической воды, так как пропускная способность Рублёвского водопровода не удовлетворяла потребности столицы в воде. На июньском (15 июня 1931 года) пленуме ЦК ВКП(б) по докладу Л. М. Кагановича о положении с водой в столице и других городах для водоснабжения Москвы, а также в транспортных целях, было решено использовать ресурсы Волги, протекающей в 120 километрах к северу от столицы.
Пленум ЦК ВКП(б) принял решение о строительстве канала «Москва — Волга», поручив его Наркомводу СССР. СНК СССР 10 октября 1931 года принял «Положение о государственном строительстве по сооружению канала Москва — Волга и Московского порта „Москаналстрой“», возложив на последний постройку сооружений, обеспечивающих водоснабжение Москвы, устройство в Москве порта и создание водного пути, соединяющего Москву с Волгой.
27 февраля 1932 года строительство канала было включено в число «ударных объектов» по постановлению Совета труда и обороны при СНК СССР.
1 июня 1932 года постановлением СНК СССР № 859 была утверждена трасса канала через Дмитров с предписанием «немедленно приступить к сооружению водного канала Волга — Москва», на что было отведено всего два года, до ноября 1934 года. Наркомтруду СССР было поручено выделить управлению строительства районы для вербовки рабочей силы, а также разрешить использовать на строительстве персональные ресурсы, техперсонал и оборудование, освобождающиеся от работ на Беломорско-Балтийском канале. Начальником строительства был назначен бывший начальник Беломорстроя ОГПУ Л. И. Коган (постановление СНК СССР от 28 мая 1932 года, приказа ОГПУ № 536 от 9 июня 1932 года).

### Деление трассы
8 июня 1932 года Л. И. Коган утвердил схему деления строительства канала на участки:
1. Савёлово — Фёдоровка (с конторой в Савёлове);
2. от нулевого до 18-го км (контора в с. Иванцово);
3. от 19-го до 35-го км (контора в с. Запрудня);
4. от 36-го до 55-го км (контора в Дмитрове);
5. от 56-го до 69-го км (контора на ст. Влахернской);
6. от 70-го до 80-го км (контора в Икше);
7. от 81-го до 97-го км (контора в с. Драчёво);
8. постройка плотины на Клязьме у деревни Пирогово и у города Мытищи (контора в Мытищах);
9. от 98-го до 110-го км (контора в с. Хлебниково);
10. от 111-го до 120-го км (контора в с. Химки);
11. от 121-го до 127-го км (контора в с. Иваньково или Покровском-Стрешневе);
12. сооружение на реке Москве у с. Троице-Лыково с конторой на месте работ;
13. сооружение на реке Москве у с. Шелепиха с конторой на месте работ;
14. сооружение на реке Москве у с. Перервы с конторой на месте работ.

Этим же приказом Когана начальнику работ и помощнику главного инженера К. К. Радецкому «с подчинённым ему аппаратом» предписывалось с 15 июня 1932 года начать работу в Дмитрове, а приказом № 148 от 19 августа 1932 года в г. Дмитров к 1 сентября было переведено всё управление строительства.
Главным архитектором канала являлся инженер Сергей Жук (заместитель — Владимир Журин, начальник производственного отдела — Н. В. Некрасов, инженер — бывший барон Ф. Н. Гревениц).
23 декабря 1932 года в руководимой Почётным Академиком АН СССР Владимиром Григорьевичем Шуховым организации «Союзстальмост» (в системе Народного комиссариата тяжёлой промышленности) был образован Сектор проектирования металлических конструкций гидроканала Москва — Волга. Сам факт участия шуховского коллектива, имевшего опыт строительства батопортов — плавучих ворот для доков, — обеспечил и технически грамотное проектирование, и последующее осуществление гидротехнических сооружений канала в натуре.

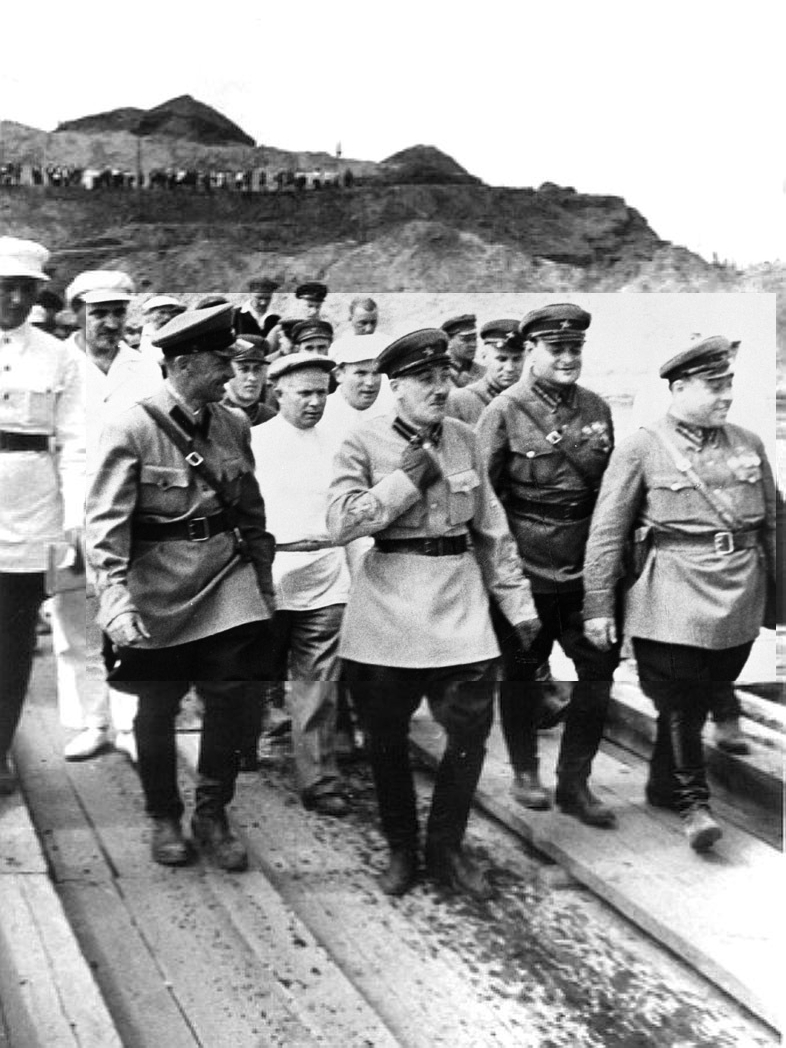
Руководство НКВД СССР на строительстве канала. В центре — глава НКВД Генрих Ягода (на втором плане — первый секретарь московского горкома ВКП(б) Никита Хрущёв), середина 1930-х годов

### Строительство
Приказом ОГПУ № 889 от 14 сентября 1932 года был организован Дмитровский исправительно-трудовой лагерь ОГПУ, который возглавил бывший главный снабженец ГУЛАГа, начальник 5 отдела А. Е. Сорокин. Ресурсы с Беломорско-Балтийского канала были переданы новому управлению «Дмитлаг», просуществовавшему в результате более пяти лет.
Единовременное количество заключённых на строительстве канала достигало 196 тысяч человек. Игорь Кувырков, сотрудник Долгопрудненского историко-художественного музея, оценил число заключённых, прошедших через стройку канала, в 600—700 тысяч. Среди них, в больницах, было зафиксировано 22 842 смерти, кроме того, люди умирали на рабочих местах или были расстреляны.
4 июня 1934 года — Сталин, Каганович, Ягода, Куйбышев и Ворошилов посетили 7-й и 8-й шлюзы (на территории села Тушино), Химкинскую плотину и Глубокую выемку. В сентябре 1934 года были завершены работы на 1-м опытном километре канала между Дмитровом и Яхромой. 14 июня 1936 года — в день обнародования проекта Сталинской Конституции — Сталин посетил Перервинский шлюз.
17 апреля 1937 года — заполнение водой всей трассы канала Москва — Волга. 1 июля 1937 года строительство было окончено, 14 июля канал был открыт. В апреле 1938 года по ходатайству НКВД Союза ССР с бывших заключённых, добровольно оставшихся на работе по постройке канала Москва — Волга и других объектах по вольному найму и особо отличившихся, была снята судимость.
Осенью 1941 года канал стал линией фронта. В ходе ожесточённых боёв за Яхрому и Дмитров были разрушены многие гидротехнические сооружения канала, в частности, 3-й шлюз со знаменитыми скульптурами каравелл.
В 1947 году — в связи с 800-летием Москвы — канал был переименован в честь столицы.
Эксплуатирующей канал организацией является ФГБУ «Канал имени Москвы» (не следует путать с АО «Мосводоканал»).
С 14 марта 2017 года ФГБУ «Канал имени Москвы» возглавляет бывший заместитель председателя Правительства Московской области Г. В. Елянюшкин.
В 2019 и первой половине 2020 года не было навигации между Химкинским водохранилищем и Москвой-рекой из-за протечки воды в автотоннель.

## Судоходная трасса

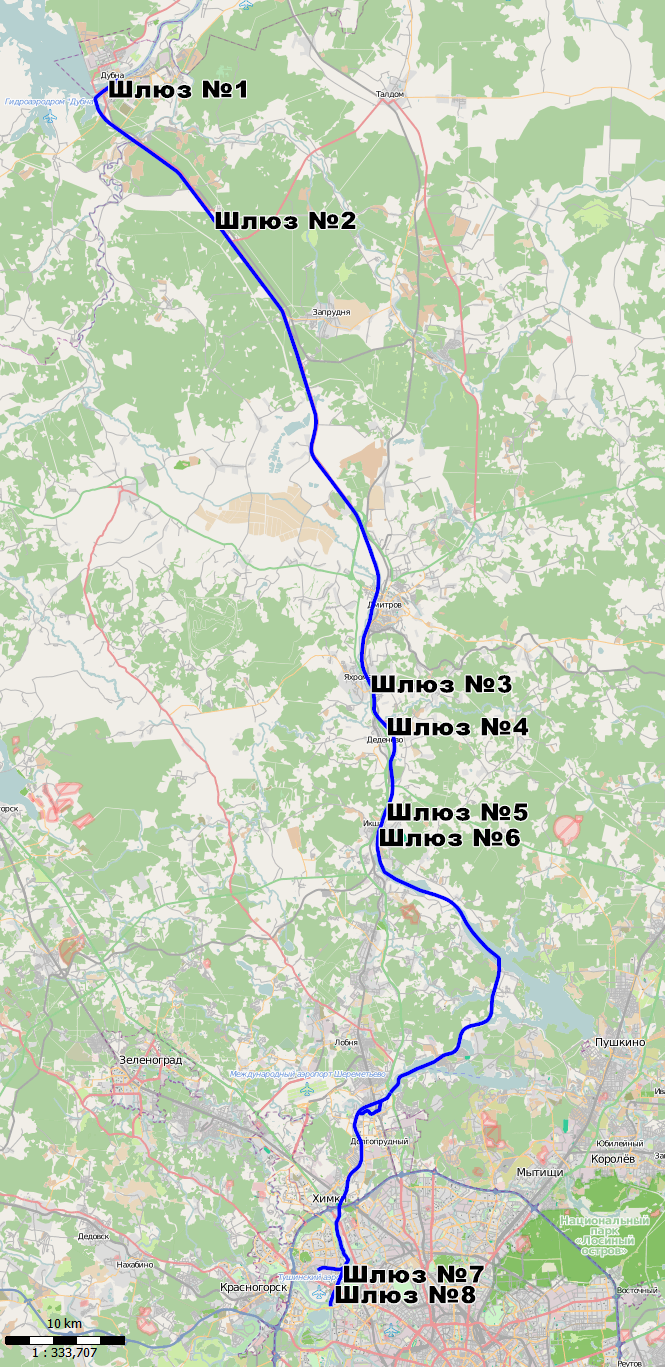
Схема канала

Общая длина канала — 128 км. Особенностью канала имени Москвы, отличающей его от многих каналов мира, является то, что он не самотечный, а «энергетический»: вода из Волги в водораздельный участок поднимается насосами по пяти ступеням (четыре высотой по 8 м, а одна — первая — высотой 6 м); на концах ступеней размещены шлюзы. Начинается канал от Иваньковского водохранилища (близ города Дубны́), где находятся шлюз и Иваньковская ГЭС, соединяется с Москвой-рекой в районе Щукино города Москвы. Первые 74 км канал поднимается по северному склону Клинско-Дмитровской гряды, подъём достигает 38 м. В пределах этого участка — 5 шлюзов (№ 2—6). Далее канал пересекает волжско-окский водораздел и спускается к реке Москве; длина этого участка — 50 км. На этом участке трасса канала имени Москвы проходит через ряд водохранилищ (при следовании к Москве — Икшинское, Пестовское, Пяловское, Клязьминское и, наконец, Химкинское); 19,5 км длины канала составляет путь по водохранилищам. Основная судоходная трасса канала оканчивается у Северного речного порта и Северного речного вокзала Москвы. На последнем участке (самом коротком, длиной 3 км) канал спускается на 36 м к руслу реки Москвы; здесь расположены два шлюза — № 7 и № 8, между которыми канал проходит по искусственной насыпи (в частности, над Волоколамским шоссе). Сброс воды используется для выработки энергии на гидроэлектростанциях.
Ещё три шлюза — № 9—11 — расположены не на самом канале, а входят в состав гидроузлов ниже по течению Москвы-реки: Карамышевского и Нагатинского (Перервинского).

## Функциональность
Канал снабжает Москву водой, служит для обводнения реки Москвы (ежегодно по каналу из Волги поступает 1,5 — 2 км³ воды), обеспечивает подачу электроэнергии на многие предприятия Московской области (всего на канале 8 ГЭС), создаёт кратчайшую водно-транспортную связь Москвы с Верхней Волгой. Благодаря системе каналов (Беломорканал, Волго-Дон) за столицей закрепилось название «порта пяти морей» — Белого, Балтийского, Каспийского, Азовского и Чёрного. Основной грузовой терминал — Северный речной порт столицы. В советское время по каналу транспортировались строительные материалы, лес, зерно, овощи, нефть, уголь, различный автотранспорт и другие грузы. В Хлебникове был построен Хлебниковский машиностроительно-судоремонтный завод, который просуществовал до начала 2000-х годов. В настоящее время (2016 год) на территории бывшего завода расположен Московский яхтенный порт, который оказывает услуги по круглогодичному хранению яхт. До 2006 года по каналу можно было очень быстро добраться до некоторых населённых пунктов с помощью теплоходов на подводных крыльях типа «Ракета». В 1970-х годах были построены пассажирские причалы, к которым могут подойти пассажирские теплоходы любых типов.
Канал имени Москвы нёс и важнейшую рекреационную функцию — на его берегах находились многочисленные дома и базы отдыха, санатории с многоэтажными корпусами, пансионаты, гостиничные комплексы, рыболовецкие базы. В советское время было построено более сотни объектов рекреационного назначения. Все эти объекты соответствовали самым современным тенденциям того времени. В начале 2000-х годов началось массовое закрытие этих объектов с последующим сносом строений и возведением на освободившихся территориях частных яхт-клубов, коттеджных посёлков и индивидуальных жилых домов. Таким образом, значительные территории на берегах водохранилищ канала имени Москвы были утеряны для общего рекреационного использования.

## Судоходство
Специально для канала на заводе Красное Сормово была построена флотилия пассажирских судов дальнего и местного плавания: пять судов дальнего плавания типа «Иосиф Сталин», шесть 300-местных теплоходов типа «Леваневский» и шесть небольших теплоходов типа «Громов». С того времени в эксплуатации на канале остался единственный легендарный отреставрированный теплоход «Максим Горький» 1934 года постройки. К началу навигации было построено 21 буксирное и 83 несамоходных транспортных судна.
В советское время по каналу проходило огромное количество теплоходов, работавших на различных дальних рейсовых маршрутах, в том числе и на маршрутах Москва — Ярославль, Москва — Астрахань, Москва — Ростов-на-Дону. Также по каналу ходило большое количество теплоходов на подводных крыльях типа «Ракета», работавших на скоростных пригородных рейсовых маршрутах. К 2006 году, после полной отмены субсидирования, все дальние рейсовые маршруты и скоростные пригородные рейсовые маршруты были закрыты. Часть теплоходов, работавших на этих маршрутах, была выведена из эксплуатации и позднее утилизирована, а остальные теплоходы были приспособлены для эксплуатации на круизных маршрутах и на прогулочных маршрутах. В 2016 году на канале была прекращена эксплуатация двух последних московских теплоходов на подводных крыльях типа «Ракета», которые работали на прогулочном маршруте. Сейчас по каналу проходят трёхпалубные и четырёхпалубные теплоходы различных типов, работающие на круизных маршрутах. Круизные маршруты заслуженно пользуются большой популярностью как у россиян, так и у иностранных туристов. Основные круизные маршруты — трёхдневные круизы выходного дня: Москва — Углич — Москва, Москва — Тверь — Москва. Существуют также и дальние круизные маршруты до Санкт-Петербурга, Соловецких островов, Перми, Уфы и других городов.
В настоящее время (2016 год) по каналу транспортируются преимущественно навалочные грузы (гипс, песок), строительные материалы и различные негабаритные грузы.
На канале остались две тросовые паромные переправы для автотранспорта: в Дубне и Мельдине.

## Технические и архитектурные сооружения
В составе Канала имени Москвы — более 240 гидротехнических сооружений.

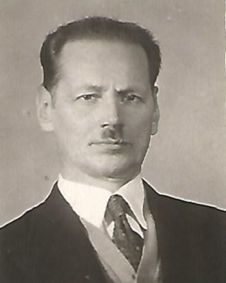
Купалов-Ярополк К. К.

Проектирование металлических сооружений и механизмов шлюзовых затворов и ворот Канала имени Москвы с последующим осуществлением их строительства в 1932 году было поручено Шуховскому коллективу (Гипростальмост НКТП СССР), уже имевшему опыт строительства плавучих ворот для доков. Образованный в этой организации сектор проектирования, а затем и сектор сооружения, впоследствии перешедший в отдел, возглавил инженер К. К. Купалов-Ярополк. В период проектирования гидроканала имени Москвы отдел, возглавляемый К. К. Купаловым-Ярополком, был переведен в ноябре 1934 года в «Гидромонтаж» Управления работами на канале Москва-Волга НКТП СССР.
Все трудности осуществления весьма сложных повышенной точности работ, где сборка и монтаж металлоконструкций выполняются одновременно со сборкой и установкой механизмов и различных закладных элементов и деталей с необходимой их подгонкой и уплотнениями, были преодолены и страна получила комплекс надежных сооружений. Однокамерные шлюзы Канала имени Москвы представляют собой бетонные камеры с различной высотой стен в зависимости от величины напора. Верхняя голова шлюза имеет сегментные ворота, состоящие из ригелей, поперечных ферм и двух ног, опирающихся на литые стальные шарниры. Для наполнения камер ворота приподнимаются приблизительно на 1 м, когда же уровни воды в верхнем бьефе и в камере выравниваются, опускаются в нишу, открывая свободный проход для судов. Ворота нижней головы — двустворчатые ригельной системы, вращающиеся на шаровых пятах. Тяговым приспособлением служат стальные оцинкованные тросы, наматываемые на барабаны лебедок, расположенных на устоях. Вода из камер выпускается путем открывания плоских щитов водонапорных галерей, проходящих сквозь толщу устоев.
Металлические конструкции являются главенствующей частью грандиозного комплекса Канала имени Москвы, которые и обеспечивают по всей длине канала бесперебойный проток воды. Эти пионерные сооружения работают с 17 апреля 1937 года и по сей день.
Сооружения канала создают замечательный архитектурный ансамбль; каждый шлюз имеет особый облик. Башни шлюзов имеют завершения в виде декоративных надстроек или скульптур. Крупнейшим сооружением канала имени Москвы является Северный (Химкинский) речной вокзал, построенный по проекту А. М. Рухлядева, В. Ф. Кринского и др. Другие работы указанных архитекторов, сделанные для канала, также заслуживают внимания — это шлюзы № 7 и № 8 (архитектор В. Ф. Кринский), шлюз № 9 и Карамышевская плотина (архитектор А. М. Рухлядев), шлюз № 2 (архитектор А. Л. Пастернак), шлюз № 4 (архитекторы А. Л. Пастернак, Г. Г. Вегман; башни верхней части напоминают триумфальные арки), шлюз № 5 (архитектор Д. Б. Савицкий; на шлюзе установлена скульптура «Девушка, несущая корабль»). Примечательна и архитектура шлюза № 3 — его гранитные башни увенчаны моделями кораблей, напоминающими каравеллы Христофора Колумба.

### Плотины
Основными сооружениями канала имени Москвы, как и всякого крупного гидротехнического комплекса, являются плотины. Всего на канале построено 10 плотин, из них семь земляных и три бетонных.

#### Земляные
1. Акуловская земляная плотина
2. Иваньковская земляная плотина
3. Икшинская земляная плотина
4. Пестовская земляная плотина
5. Пироговская земляная плотина
6. Пяловская земляная плотина
7. Химкинская земляная плотина

#### Бетонные
1. Иваньковская бетонная плотина
2. Карамышевская бетонная плотина
3. Перервинская бетонная плотина

### Шлюзы
На 128-километровой трассе канала было построено 8 шлюзов: один на реке Волга в Дубне, пять — на северном склоне канала, два — на южном склоне. Три шлюза были созданы на реке Москва для обеспечения судоходства в черте города. Все шлюзы канала автоматизированы. Габаритные рабочие размеры камеры — 290×29 метров.
1. Шлюз 1 (Дубна)
2. Шлюз 2 (Темпы)
3. Шлюз 3 (Яхрома)
4. Шлюз 4 (Деденево)
5. Шлюз 5 (Икша)
6. Шлюз 6 (Икша)
7. Шлюз 7 (Тушино) двухкамерный
8. Шлюз 8 (Тушино) двухкамерный
9. Шлюз 9 (Мнёвники) по размеру камеры, но имеющий среднюю голову и возможность работать в усечённом варианте для пропуска маломерных судов.
10. Шлюз 10 (Нагатино)
11. Шлюз 11 (Нагатино) для пропуска маломерных судов. В настоящее время работает в качестве дока.

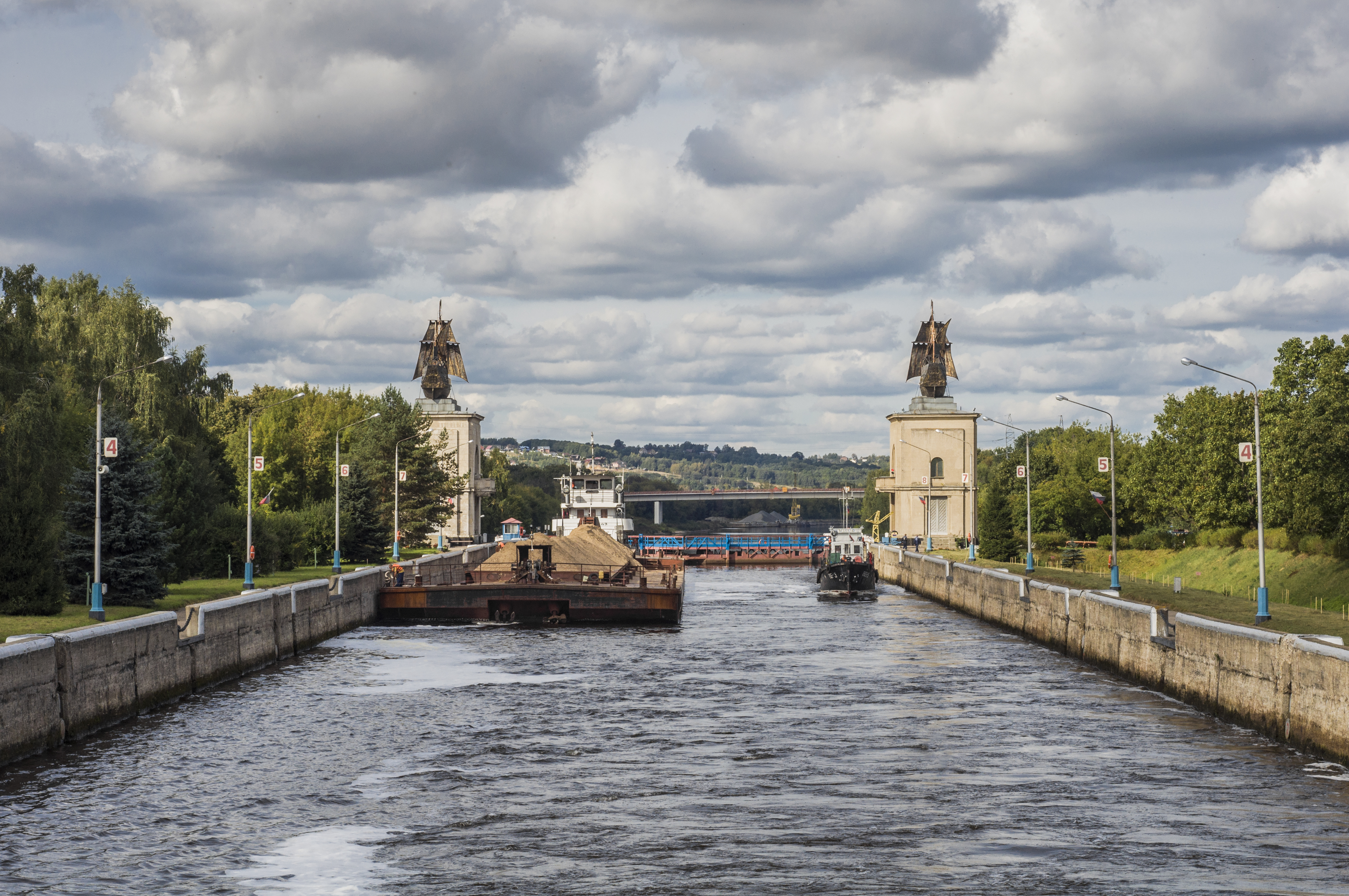
Шлюз № 3
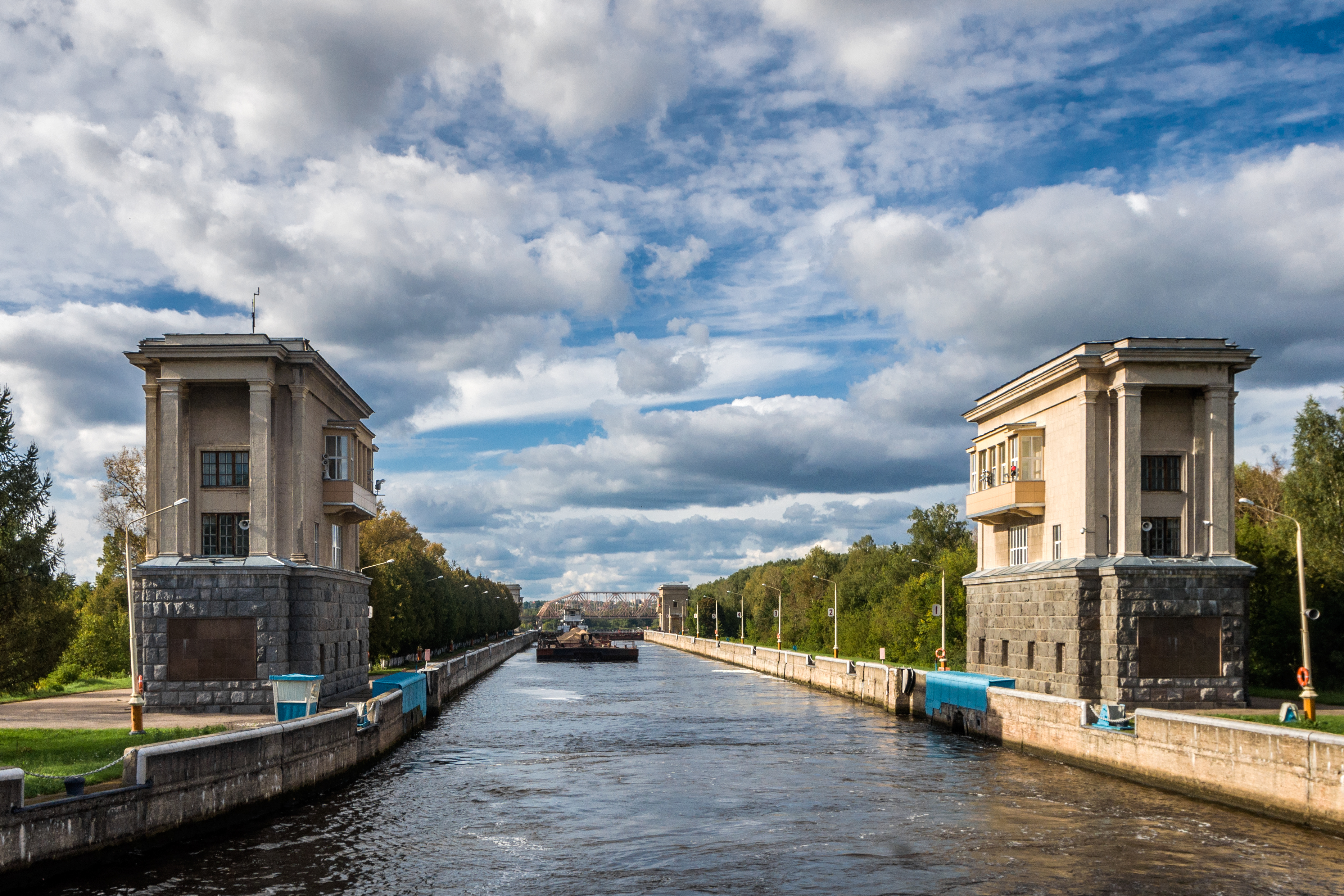
Шлюз № 4
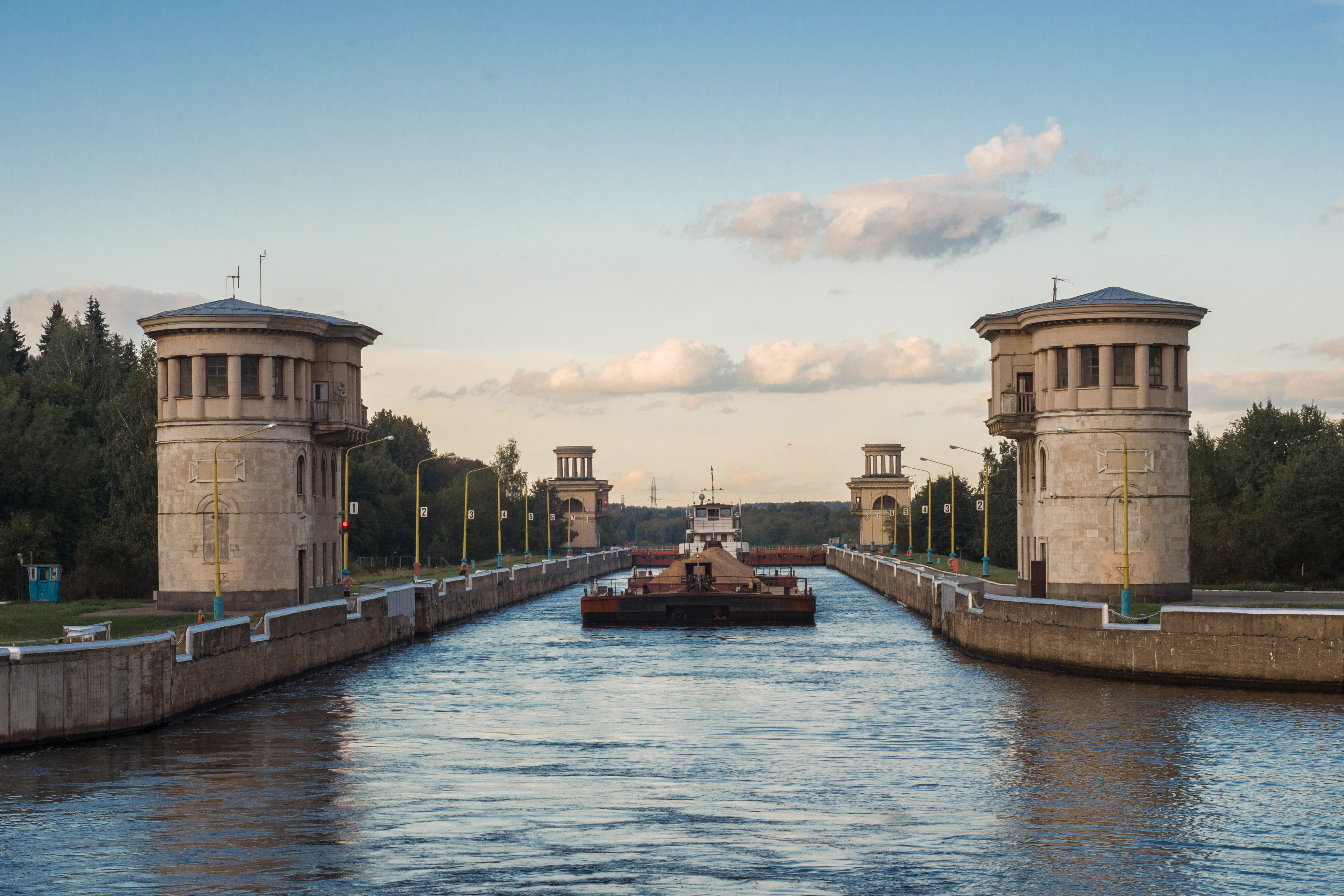
Шлюз № 5
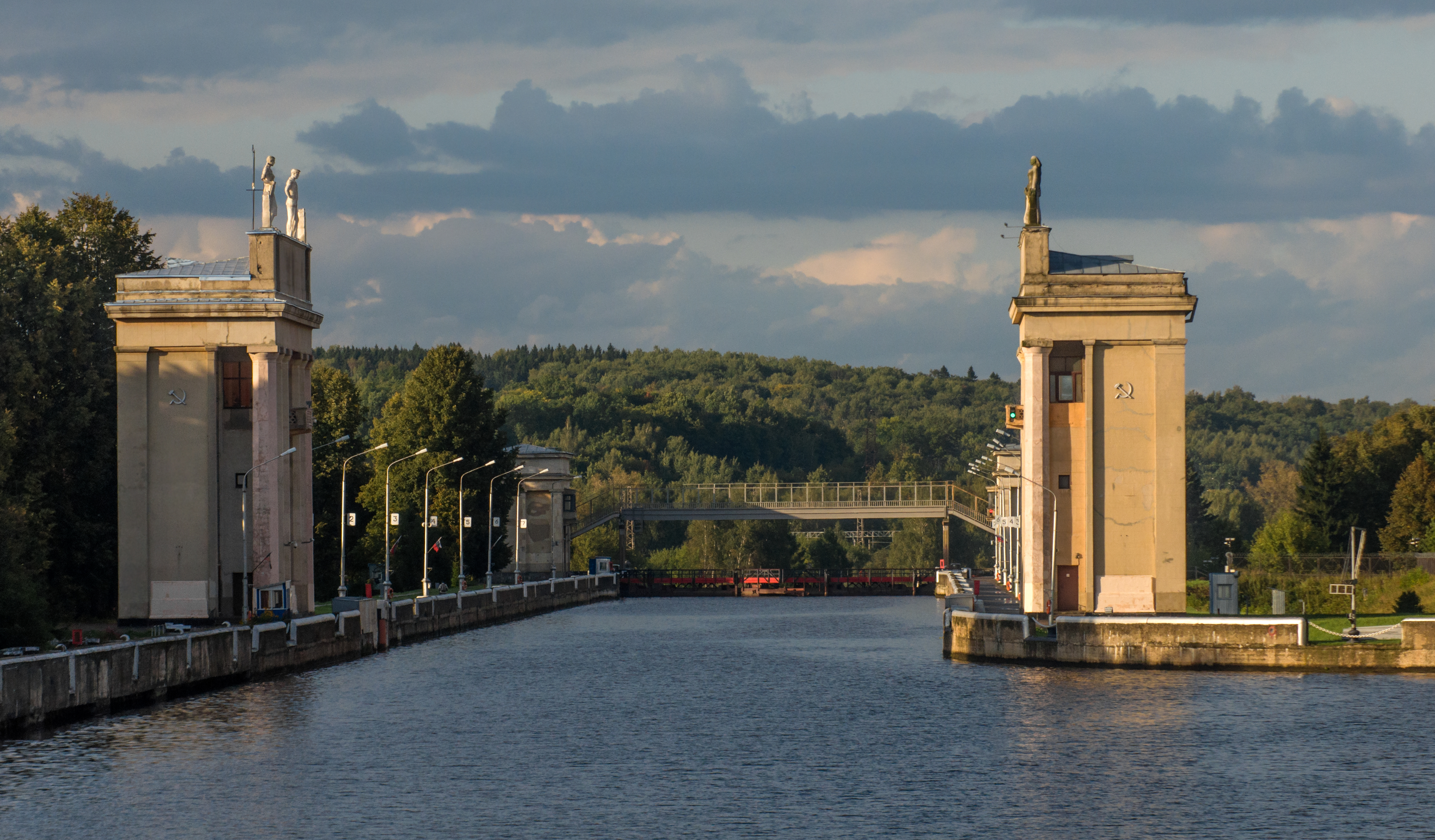
Шлюз № 6
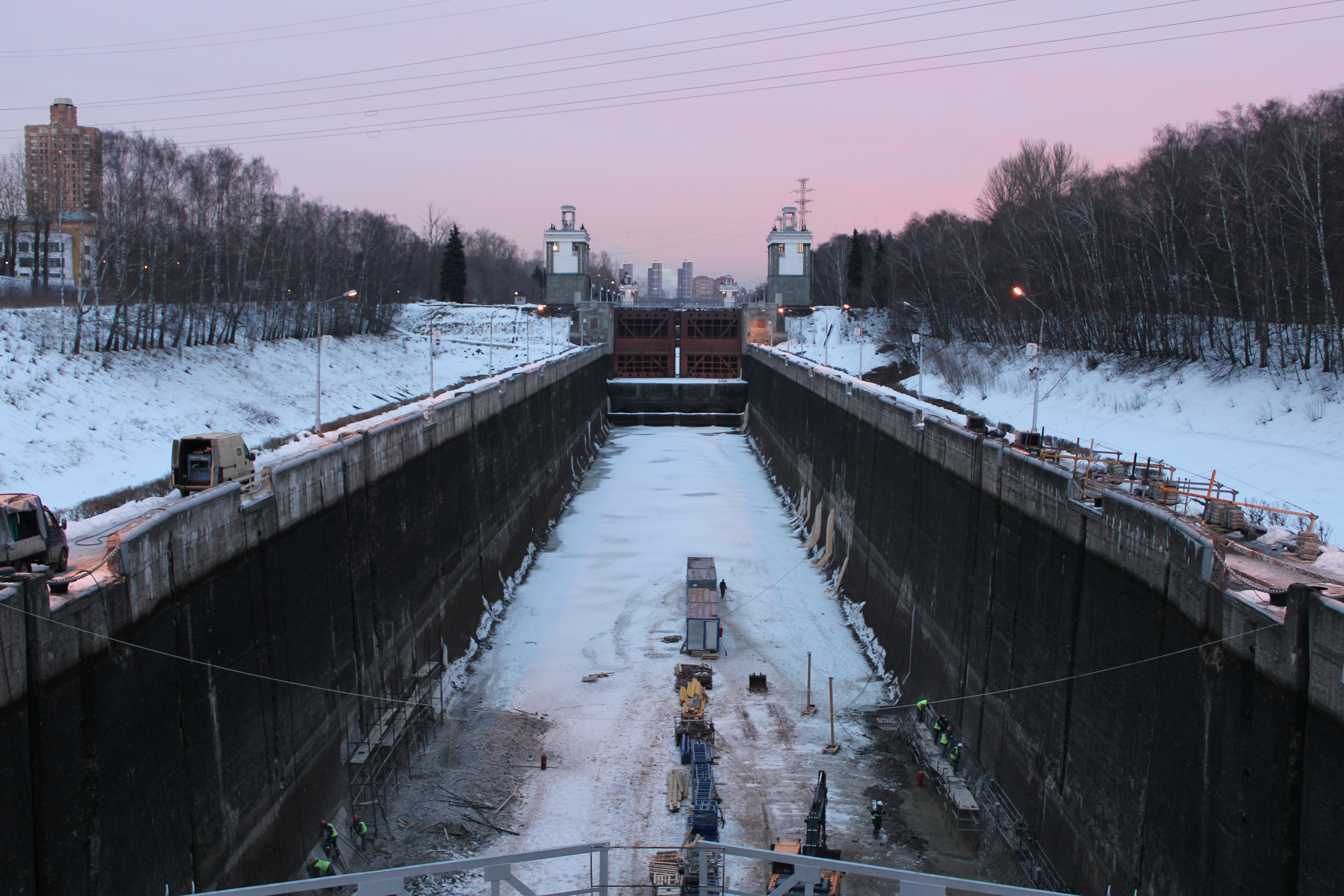
Шлюз № 7
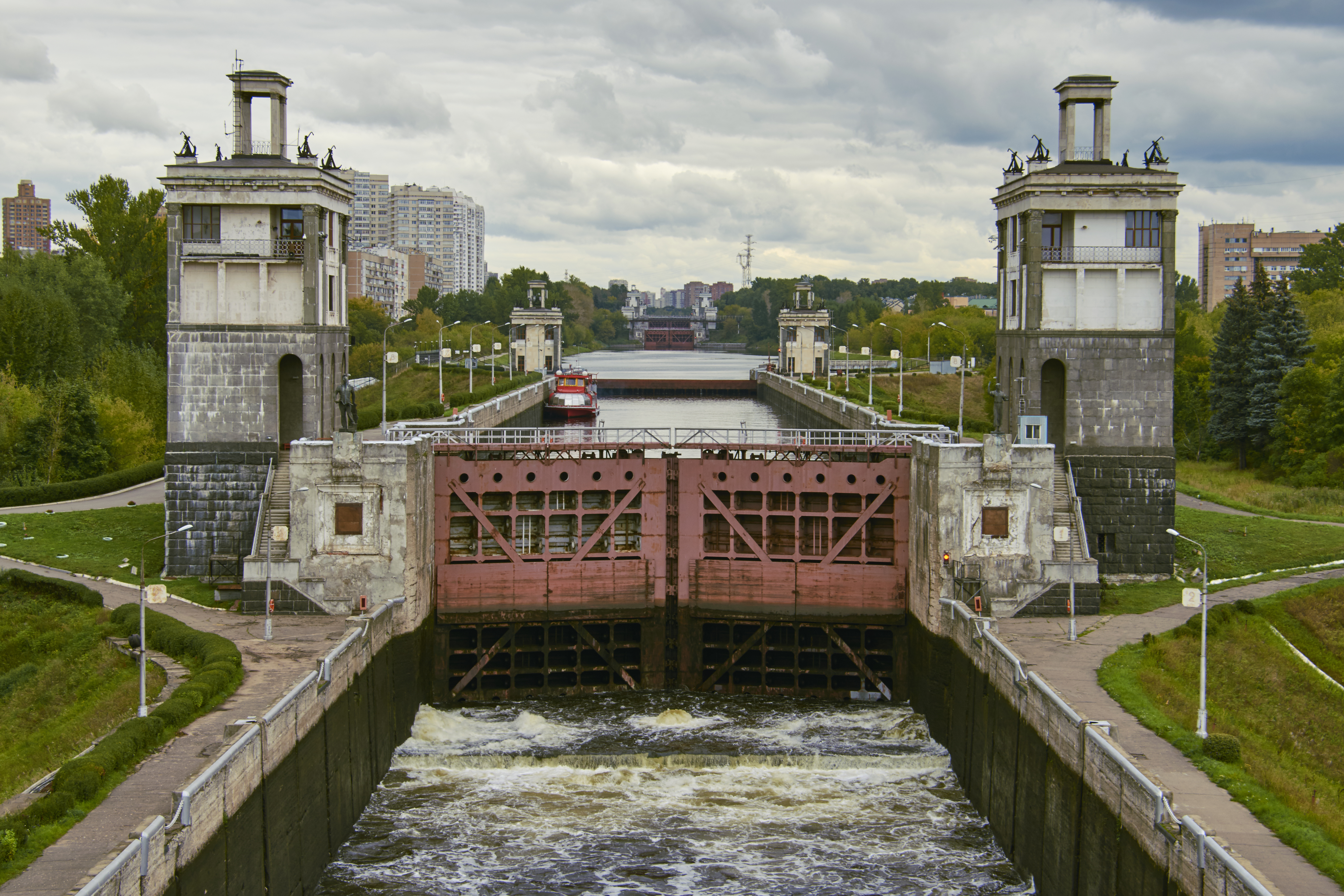
Шлюз № 8
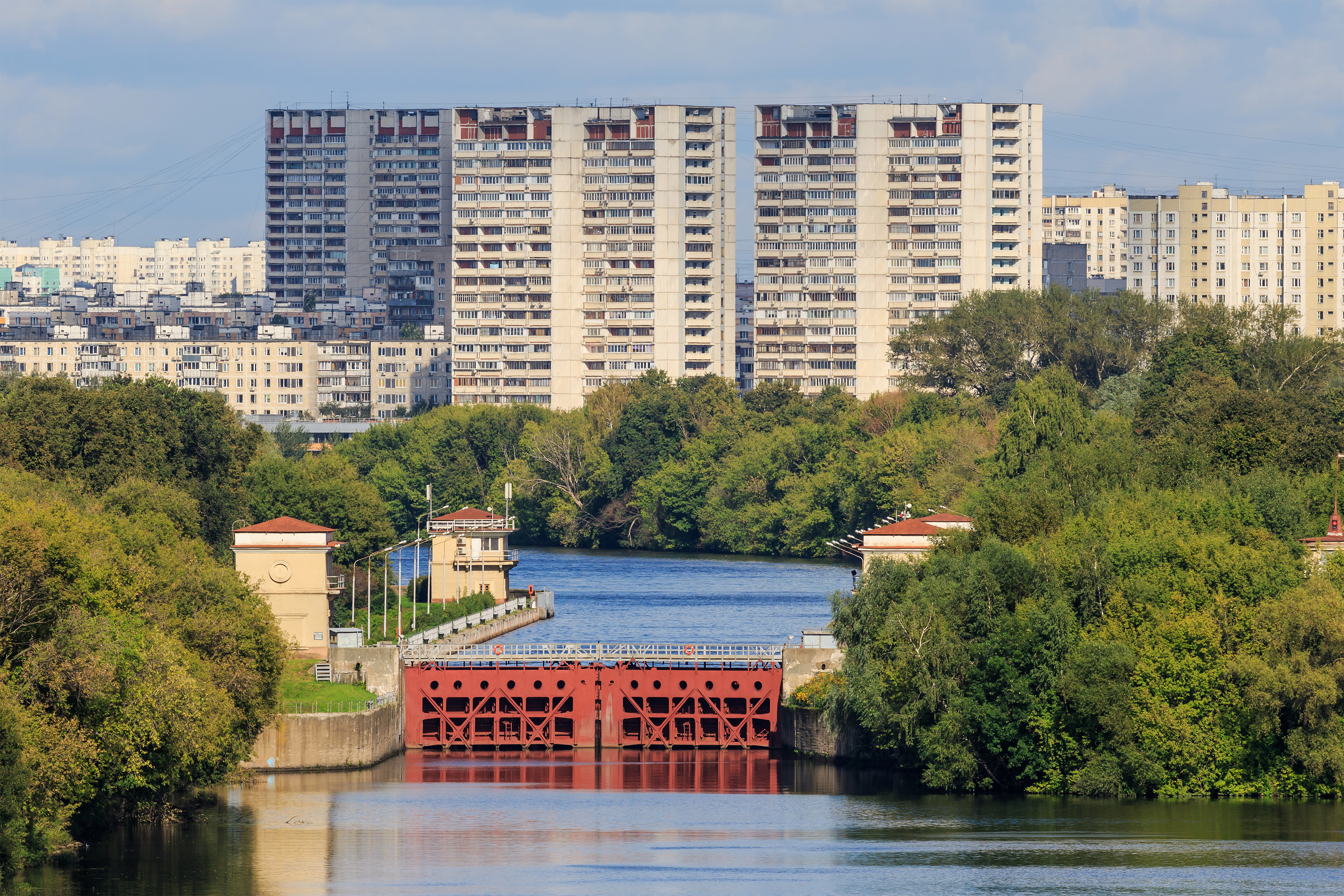
Шлюз № 10

### ГЭС
При строительстве канала было возведено семь гидроэлектростанций. Две ГЭС (Ново-Тверецкая и Ново-Цнинская) были добавлены в ведение канала позднее.
1. Акуловская ГЭС
2. Иваньковская ГЭС
3. Карамышевская ГЭС
4. Листвянская ГЭС
5. Ново-Тверецкая ГЭС
6. Ново-Цнинская ГЭС
7. Перервинская ГЭС
8. Пироговская ГЭС
9. Сходненская ГЭС

### Насосные станции
1. 182 «Темпы»
2. 183 «Яхрома»
3. 184 «Комсомольская»
4. 185 «Икша-II»
5. 186 «Икша-I»

Подача воды в канал достигает 100—120 м³/с (макс.).

### Водосборы
Наиболее крупные реки, впадающие в канал:
верхняя Яхрома, впадающая на отметке 138 метров, а также впадающие на отметке 162 метра Вязь и верховья Учи с Клязьмой.

### Дюкеры

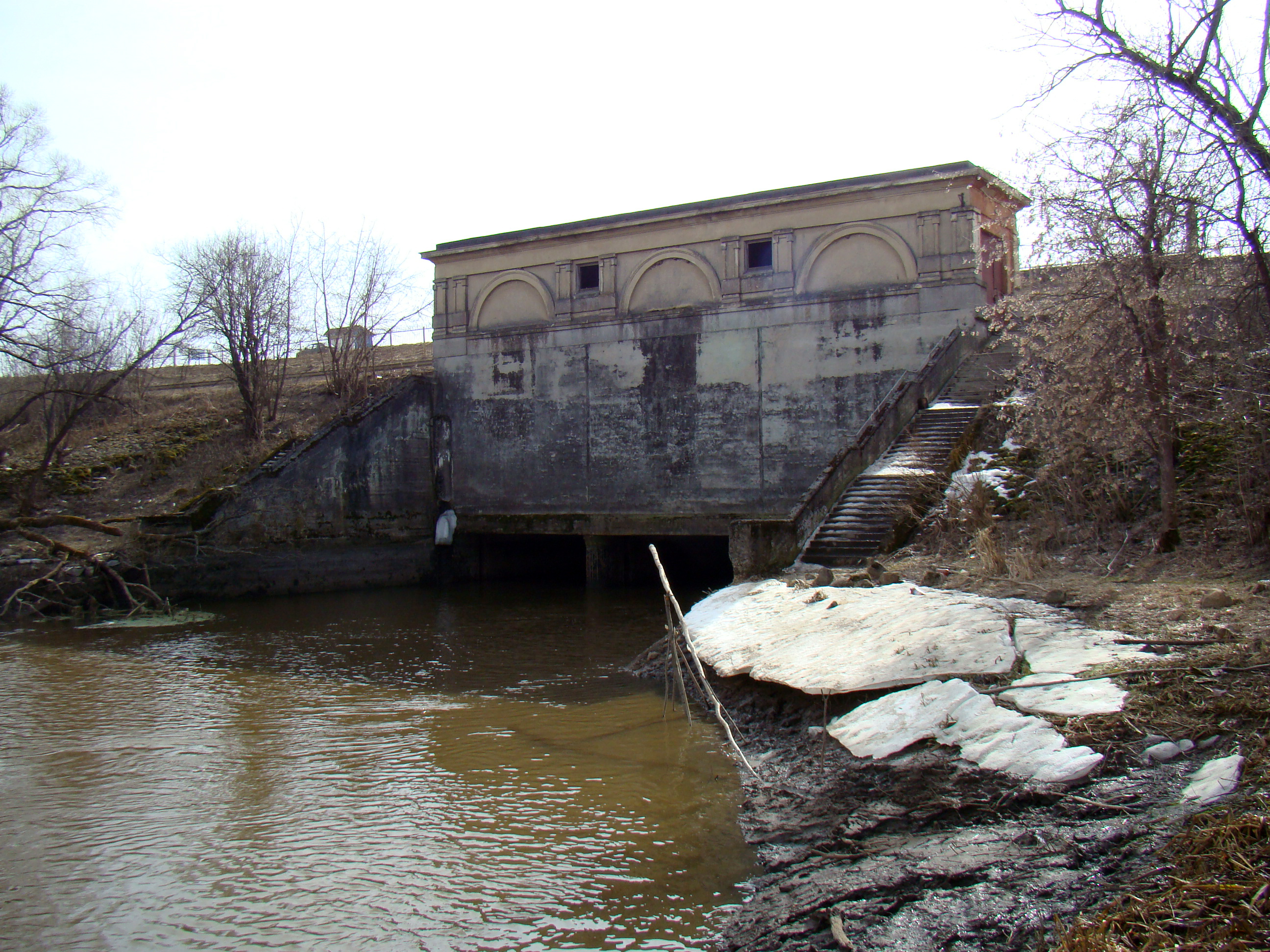
Дюкер реки Сестра под Каналом имени Москвы

Непосредственного отношения к судоходству не имеют. Дюкеры представляют собой бетонную трубу в месте пересечения водоводного канала с автодорогами и реками.
- Пересечение с рекой Сестрой в Карманове. Использовался в 1941 году для остановки наступающих с севера фашистских войск, путём сброса воды из канала и затопления низменности вдоль р. Сестра.
- Пересечение с протокой Старая Яхрома (речки Березовец, Матусовка с ручьями) в районе города Дмитрова.
- Пересечение с рекой Икшей возле рабочего посёлка Икша.
- Пересечение с рекой Химка в Тушине.

### Порты, вокзалы
- Северный речной вокзал
- Северный речной порт
- Южный речной вокзал
- Южный речной порт
- Западный речной порт

### Причалы

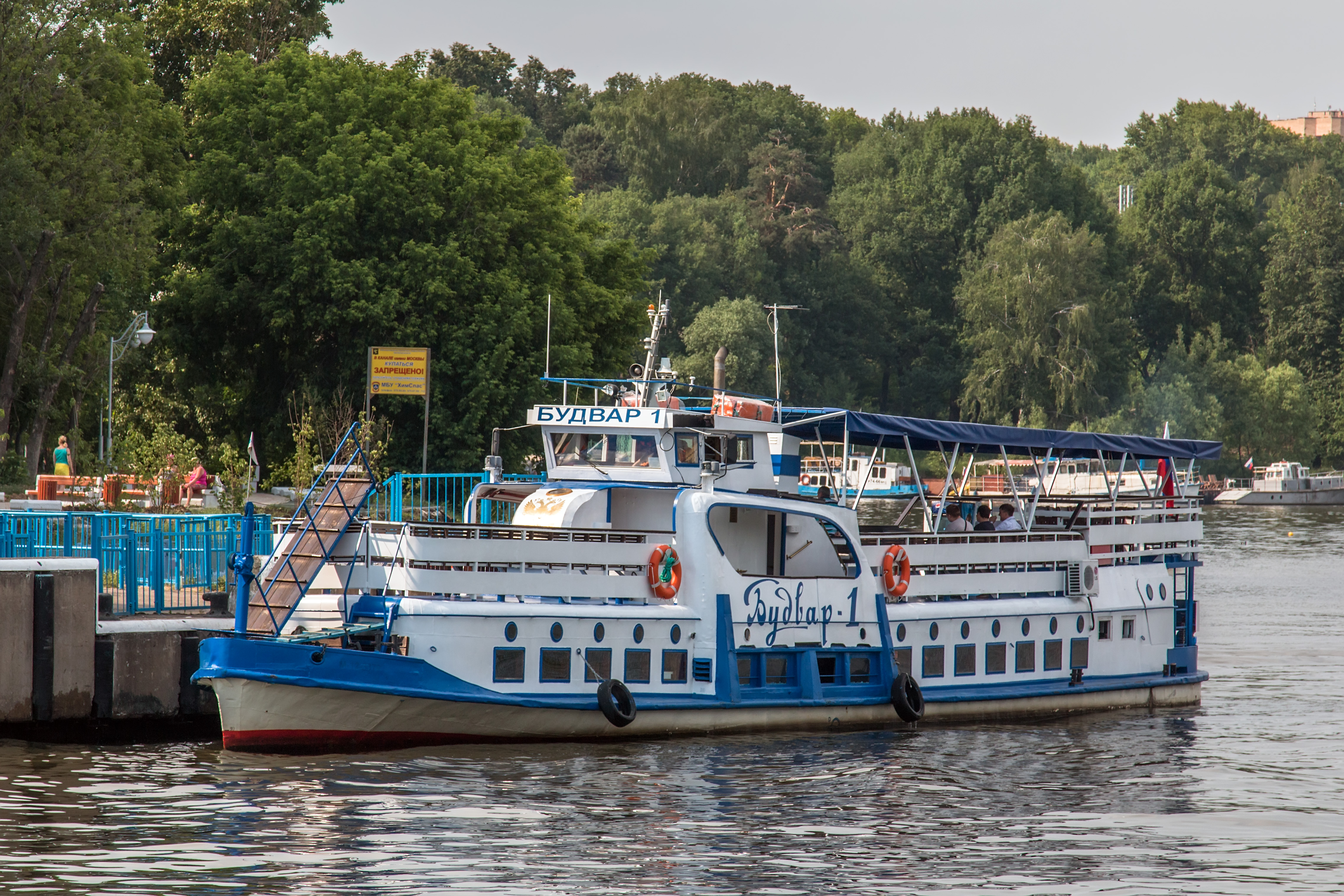
Теплоход Будвар-1 (тип Москвич) у причала Химки

В ведении канала имени Москвы находятся следующие причалы:
- (II) — «Аксаково»
- (I) — «Бухта радости»
- (III) — «Витенёво»
- (III) — «Водники»
- (I) — «Горки»
- (III) — «Дмитров»
- (II) — «Зелёный мыс»
- (I) — «Икша»
- (II) — «Лесное»
- (II) — «Михалёво»
- (I) — «Новосельцево»
- (I) — «Пирогово»
- (III) — «Рождествено»
- (III) — «Серебряный бор»
- (II) — «Солнечная поляна»
- (III) — «Соревнование»
- (III) — «Степаньково»
- (II) — «Тишково»
- (II) — «Троицкое»
- (III) — «Ударная»
- (I) — «Хвойный бор»
- (III) — «Химки»
- (II) — «Хлебниково»
- (II) — «Чёрная речка»
- (II) — «Чиверёво»
- (III) — «Яхрома»

в скобках указана категория причала.

### Мосты
Мосты через канал
Канал имени Москвы пересекают следующие мосты:
- Татищевский автомобильный мост у д. Татищево и пересечения А104 с ж.д. Савёловского направления
- Рогачёвский автомобильный мост в Дмитрове
- Яхромский автомобильный мост в Яхроме
- Яхромский ж/д мост у Деденёво
- Автомобильный мост Малого Московского кольца (А107) у платформы Морозки
- Автомобильный мост ЦКАД (А113)
- Пешеходный переход с правого берега к шлюзу № 6 (и через него) у станции Икша
- Автомобильный мост Дмитровского шоссе (А104) через Клязьминское водохранилище
- Хлебниковский ж/д мост (Долгопрудный)
- Автомобильный мост платной трассы Москва — Санкт-Петербург (М11)
- Химкинский ж/д мост (Октябрьской ж.д.) через Химкинское водохранилище
- Химкинский автомобильный мост (МКАД) через Химкинское водохранилище
- Ленинградский автомобильный мост через Химкинское водохранилище
- Пешеходный мост над нижними воротами шлюза №7 (в 2020 году закрыт)
- ж/д мост (Рижского направления) над нижней камерой шлюза № 8

### Заградительные ворота
При большой протяжённости канала, проходящего в насыпях, не исключена возможность повреждения или прорыва ограждающих его дамб, что может вызвать сильные разрушения как самого канала, так и расположенных на прилегающих к нему территориях населённых пунктов. Кроме того, возможны случаи, когда потребуется капитальный ремонт искусственных сооружений на канале (дюкеры, трубы и т. п.). Поэтому в процессе эксплуатации может появиться необходимость какой-то участок канала на время ремонта выключить из общей системы и осушить. Поэтому судоходно-водоводный канал разделен на ряд участков с помощью заградительных ворот, которые позволяют выключить из общей системы канала отдельные участки и водохранилища. Устройство заградительных ворот особенно необходимо на водораздельном бьефе, так как последний включает в себя ряд водохранилищ (Икшинское, Пестовское, Пяловское, Клязьминское, Химкинское). Повреждение напорного фронта одного из указанных водохранилищ при отсутствии заградительных ворот могло бы вызвать сток всей массы воды водораздельного бьефа, что повлекло бы за собой значительные разрушения.— 

## Известные люди, связанные с каналом
- Будущий патриарх православной церкви Пимен три года проработал ветеринаром на строительстве канала в качестве заключённого[28][29].

## Жилые сооружения

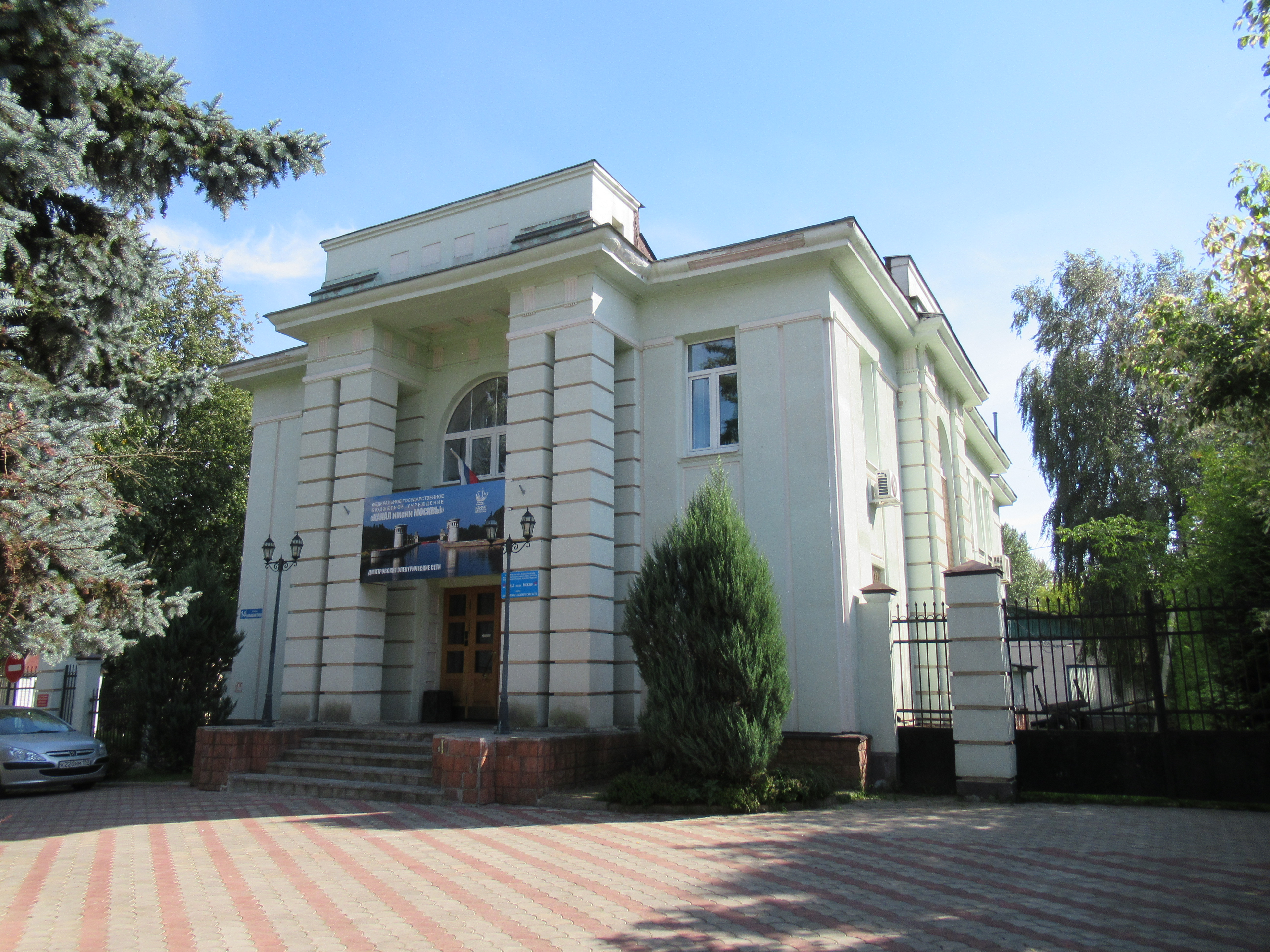
Здание Дмитровских электросетей канала им. Москвы

Дом руководства канала Москва — Волга («Дом на Набережной», «Дом Наркомвода»; архитектор В. Ф. Кринский, 1934—1937 годы; переоборудован в 1958 году).
Входит в единый проект вместе с Северным Речным Вокзалом и 7 и 8 шлюзами.
Адрес: 125362, Москва, ул. Большая Набережная, дом 11.
Здание Управления электросетями канала им. Москва в г. Дмитрове. Двухэтажное здание, построено в 1936 году. Адрес: 141800, Московская область, г. Дмитров, ул. Большевисткая, д. 14.

## Оборона Москвы в 1941 году
Сооружения канала имени Москвы были использованы в ходе московской оборонительной операции 1941—1942 годов. По плану вермахта планировалось окружить Москву с севера и юга («взять в клещи»). Во избежание этого была спущена вода из канала и водохранилищ (труба № 170) на пути наступающих с севера немецких войск, что остановило их продвижение на этом направлении.

## Факты

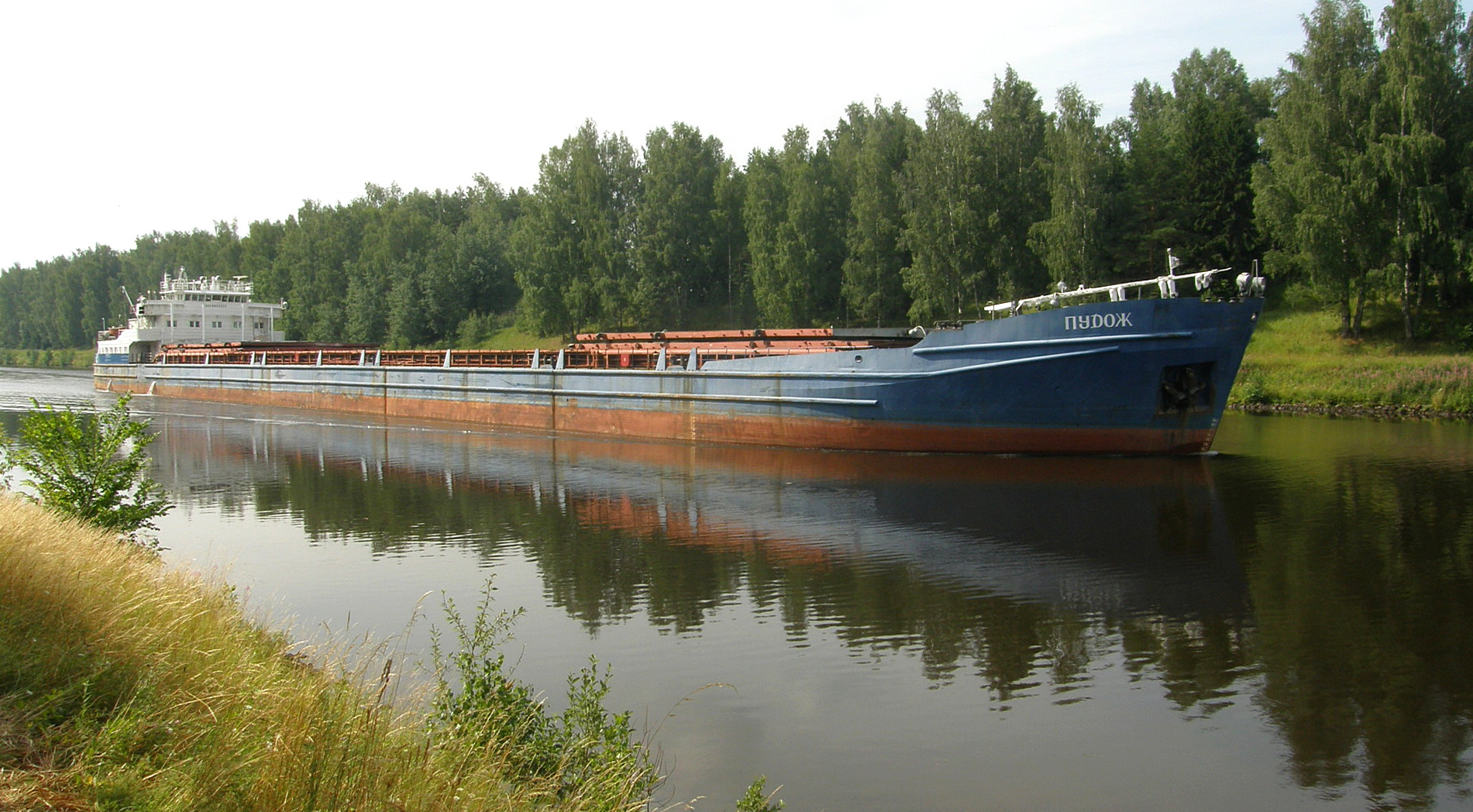
Запрудня. Теплоход «Пудож» проходит канал имени Москвы

- В древнерусской летописи 1135 года описывается ещё один путь из Волги в Москву-реку. Им новгородские купцы плавали в Москву и дальше — по Оке до Коломны, Калуги, Серпухова и Рязани и через Оку по Клязьме до Владимира. Из Волги попадали в реку Шоша, далее в реку Лама, потом волоком в Тростенское озеро, из него в реку Озерна, далее в реку Руза, а оттуда уже в Москву-реку[источник не указан 4059 дней].
- В летописи 1181 года указывается город Дмитров как торговый и транспортный центр. Через село Рогачёво проходили речные торговые пути, связывающие Владимиро-Суздальскую Русь и русский север. Село было последним рубежом, куда по реке Яхроме, впадающей в Волгу, могли подняться тяжёлые грузовые корабли. В нём находился перевалочный пункт, где товары перегружали на более лёгкие суда, которые везли их выше по реке в Дмитров. По суше город был связан с верховьями Клязьмы, куда товары волоком могли быть доставлены и вновь погружены на суда и доставлены во Владимир. Однако полностью реализовать себя торговый путь по Яхроме и Сестре смог лишь в XV—XVI веках, связав с Волгой уже не Владимир, а Москву.
- Пётр I предполагал соединить Москву-реку с Волгой, чтобы усилить роль Москвы как торгово-промышленного центра[32]. План сооружения канала Москва — Волга относится к последним годам царствования Петра I (1721—1722). Было предложено три варианта:

1. От Москвы-реки вверх по Яузе до впадения Лихоборки, затем по Лихоборке к Коровьему Врагу, откуда прокоп в 8 вёрст до Клязьмы, затем по Клязьме до села Воскресенского, где предполагался прокоп на протяжении 1,5 версты до речки Каменки. Далее вниз по Каменке до Волгуши, по Волгуше до Яхромы и вниз по Яхроме до Дмитрова. Проект предусматривал 123 шлюза на протяжении 128 вёрст.
2. От Москвы-реки до Истры, по Истре до реки Катыш, вверх по Катышу до ручья Подоры. Дальше прокоп длиной в 3,5 версты до реки Сестры, а по Сестре до Рогачёвской пристани. Примерно 123 шлюза на протяжении 228 вёрст.
3. От Москвы-реки вверх по Яузе до села Мытищи, из Яузы через Работный буерак надлежало прокопать 8 вёрст до реки Клязьмы, затем по Клязьме до реки Учи, где снова прокоп в 8 вёрст, далее по Уче в реку Вязь, по Вязи в реку Дубровку, от Дубровки через Быковское болото прокоп в 3 версты до реки Икши, далее вниз по Икше — в реку Яхрому и по Яхроме до Дмитрова. Итого 41 шлюз на протяжении 103 вёрст.

Первый и третий варианты близки к современной трассе канала. Современный канал имени Москвы короче и имеет всего 8 шлюзов. Уровень техники того времени не позволял производить большие земляные работы, и поэтому авторы проектов выбирали варианты с наименьшими затратами на земляные работы. В дальнейшем к мысли о постройке канала возвращались неоднократно. В 1844 году был даже построен участок канала между Истрой и Сестрой, но далее дело не пошло.

## Происшествия
- Утром 10 января 2019 года произошла авария на канале № 294 (между шлюзами № 7 и № 8), в результате которой часть откоса дамбы по западной стороне размыло из-за провала грунта. Кроме того, поблизости также был частично затоплен Тушинский тоннель 2001 года постройки[33]. В ходе устранения последствий аварии выполнен аварийный сброс воды, к вечеру того же дня движение по Волоколамскому шоссе было восстановлено.

## Память
На въезде в Дмитров с юга на западном берегу канала 17 июля 1997 года в год 60-летия строительства, по инициативе краеведов и администрации города Дмитрова, был поставлен стальной 13-метровый памятный крест в память о заключённых, погибших на строительстве канала. Также поклонный крест был установлен в последней точке строительства — Нагатино, на месте захоронения каналоармейцев, рядом с бывшим лагерем священников, однако был снесён на Пасху 2022 года по распоряжению властей Нагатинского затона.
Строительству канала посвящены:
- Выставка в Красногорске «80 лет каналу имени Москвы. Красногорский район»[39].
- Научная конференция к 80-летию канала Москва — Волга в Дмитровском музее, запланированная на 12 мая 2017 года[40].
- Постоянная экспозиция в Долгопрудненском историко-художественном музее.

## Галерея

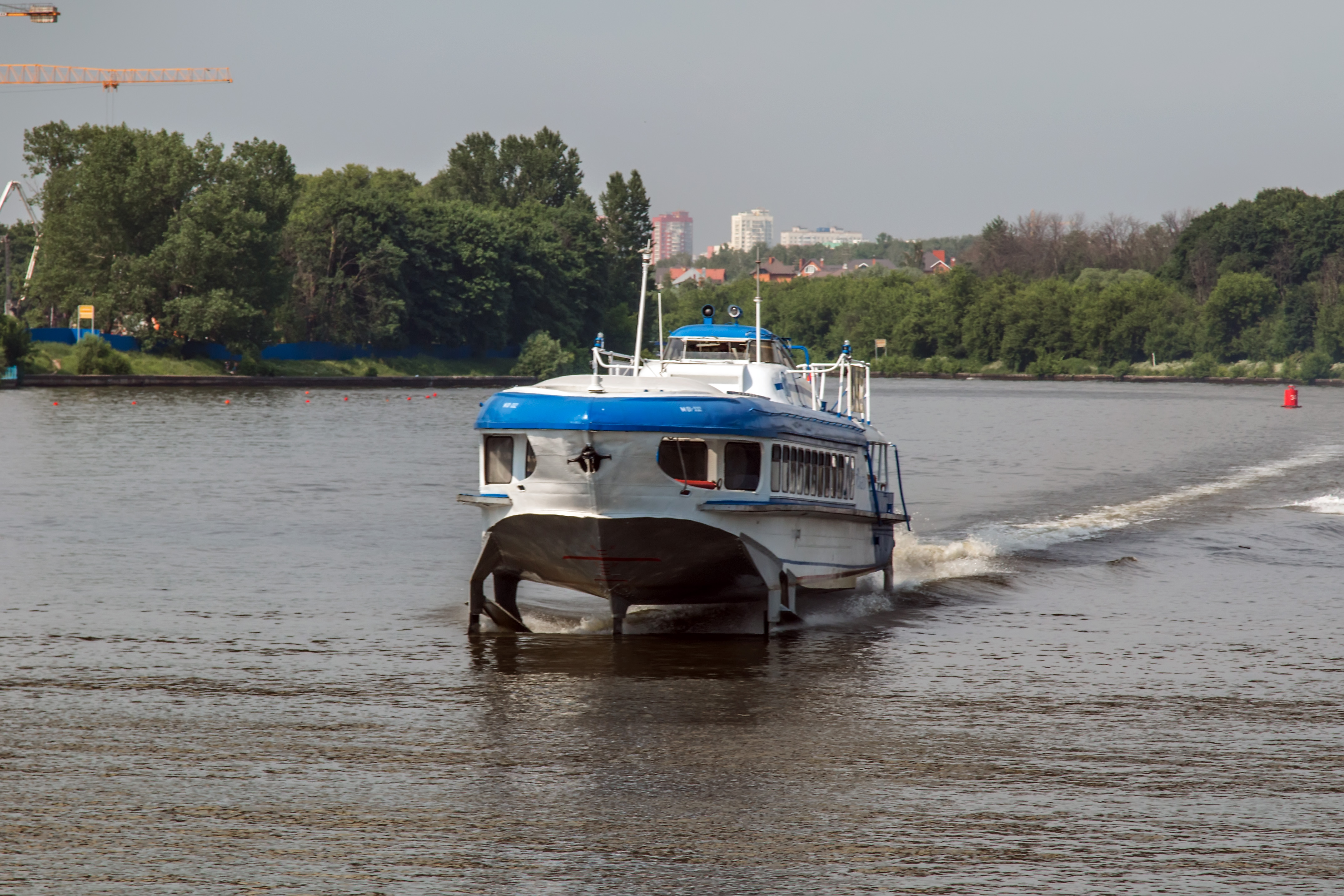
Теплоход Ракета-185 на Химкинском водохранилище
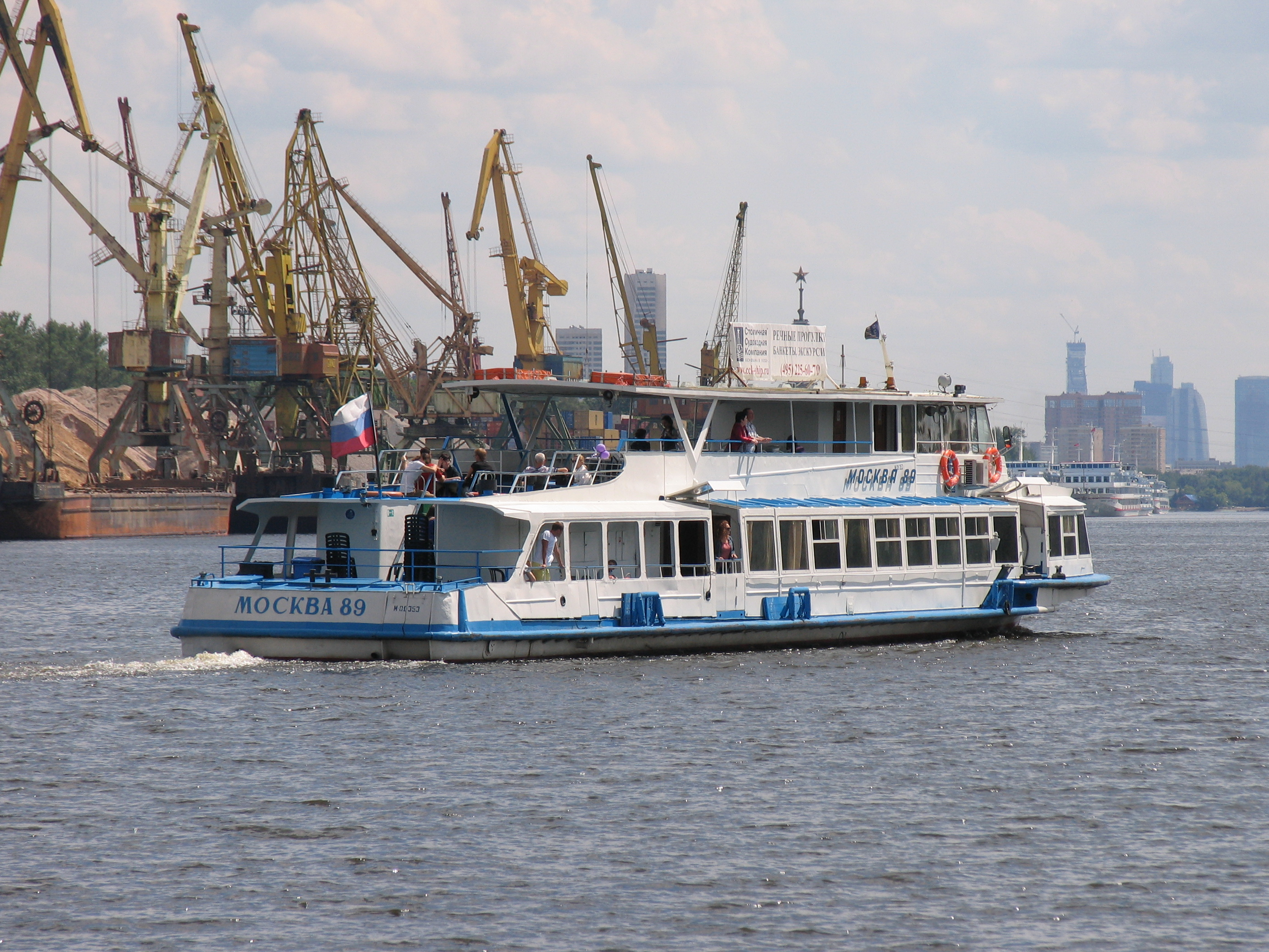
Теплоход Москва-89 на Химкинском водохранилище
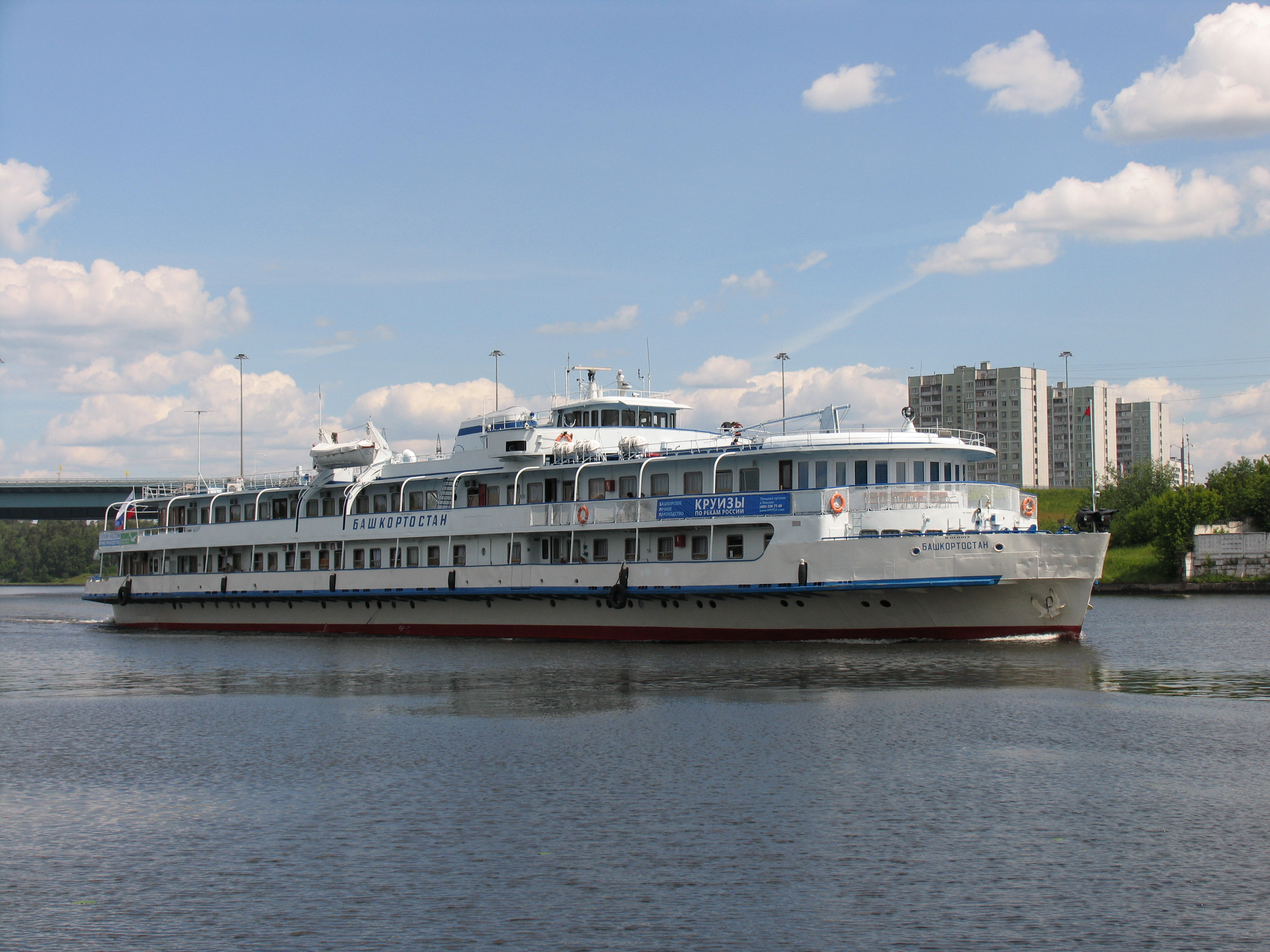
Теплоход Башкортостан на Химкинском водохранилище
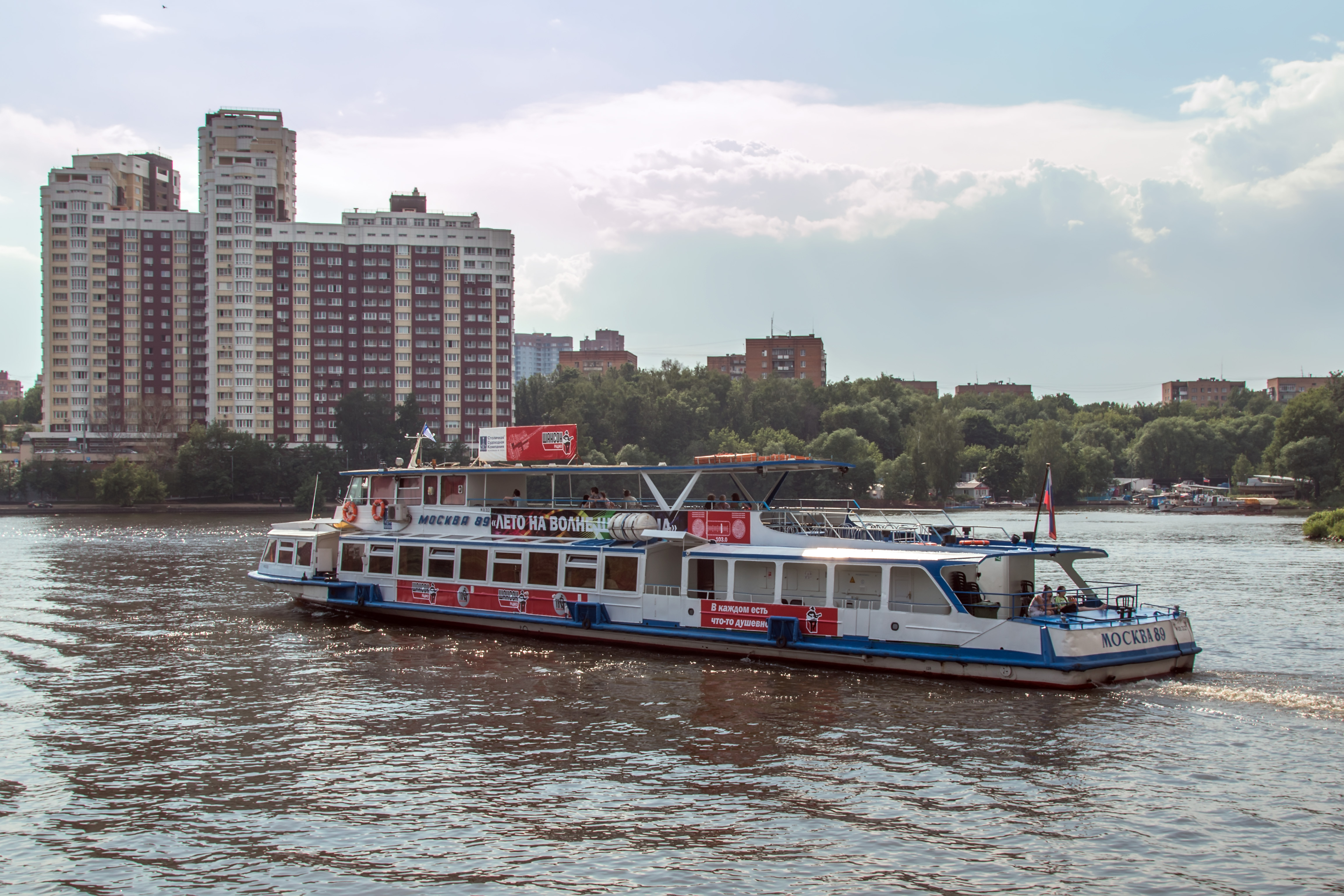
Теплоход Москва-89 на Химкинском водохранилище
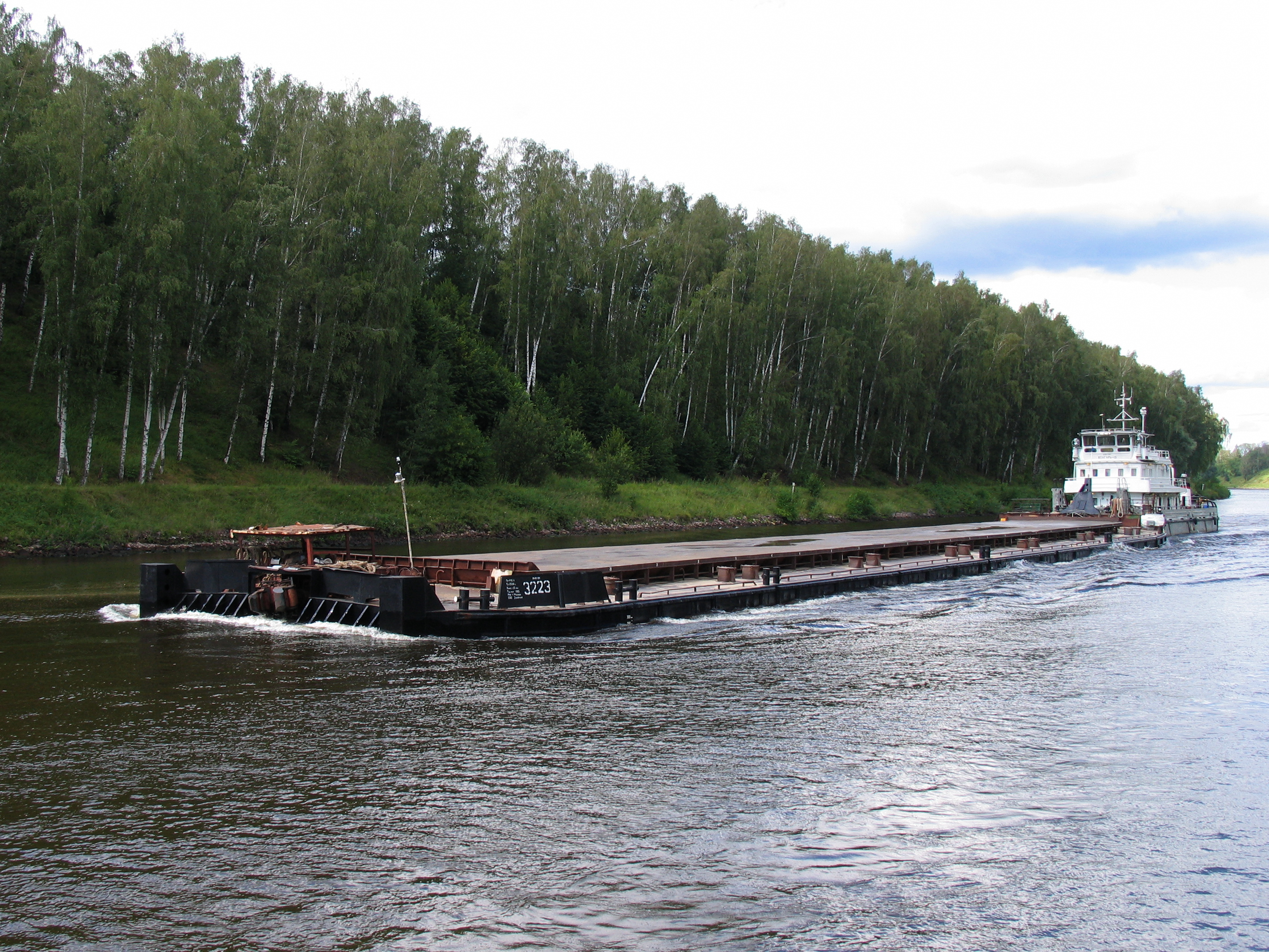
Буксир-толкач Волгарь-13
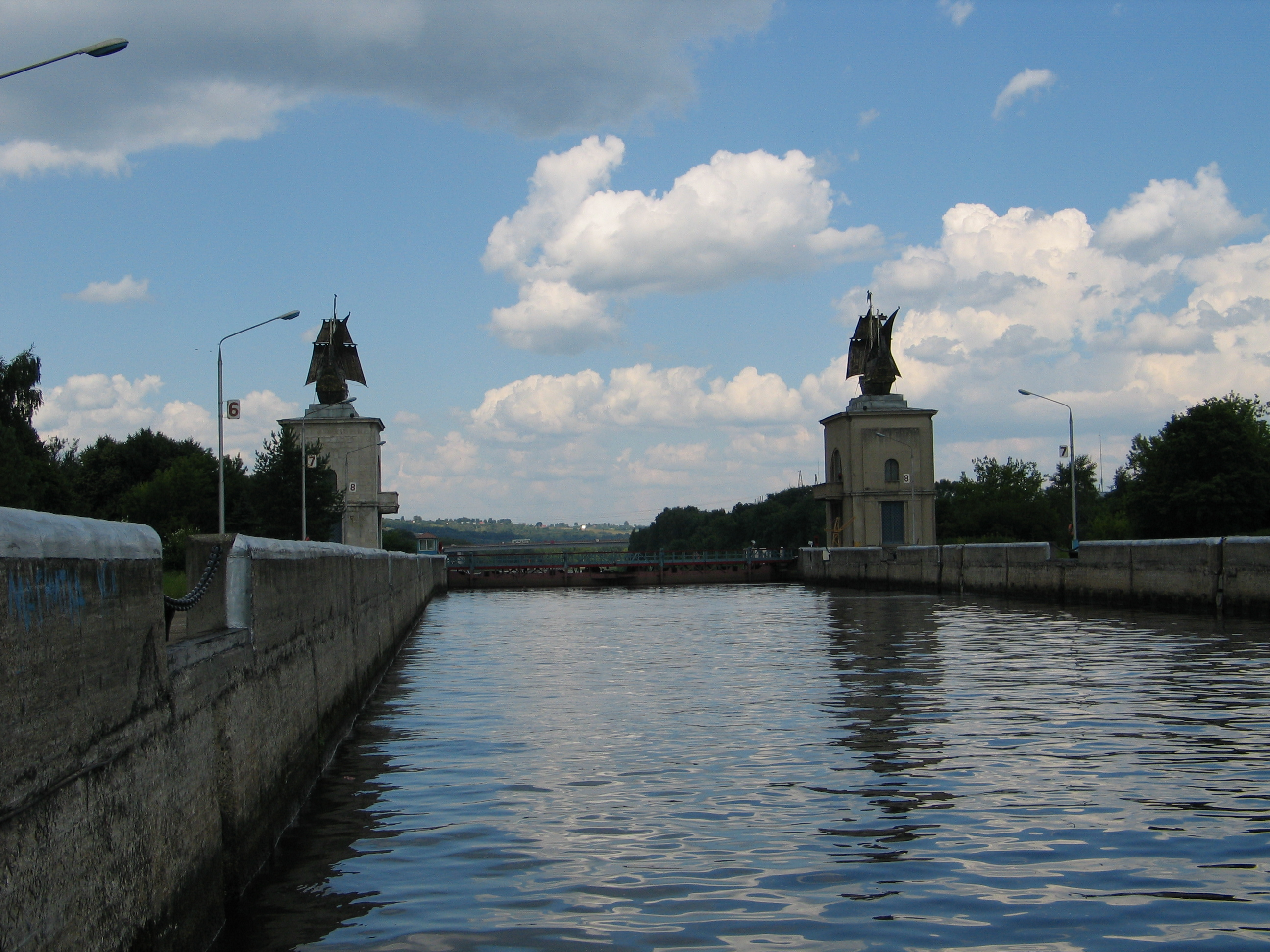
Вид из камеры шлюза № 3
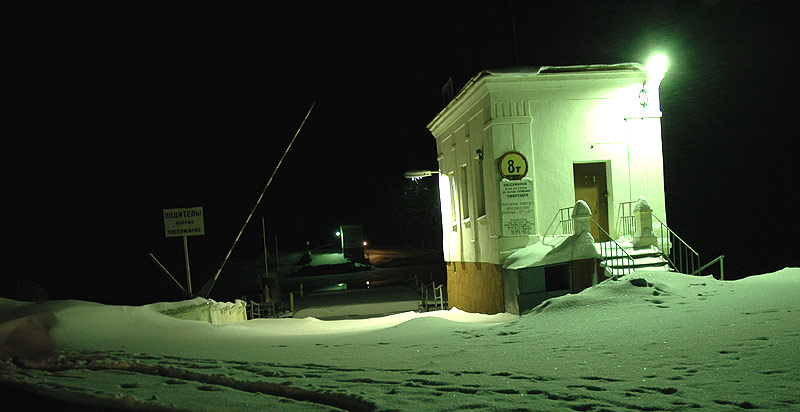
Паромная переправа № 3 зимой
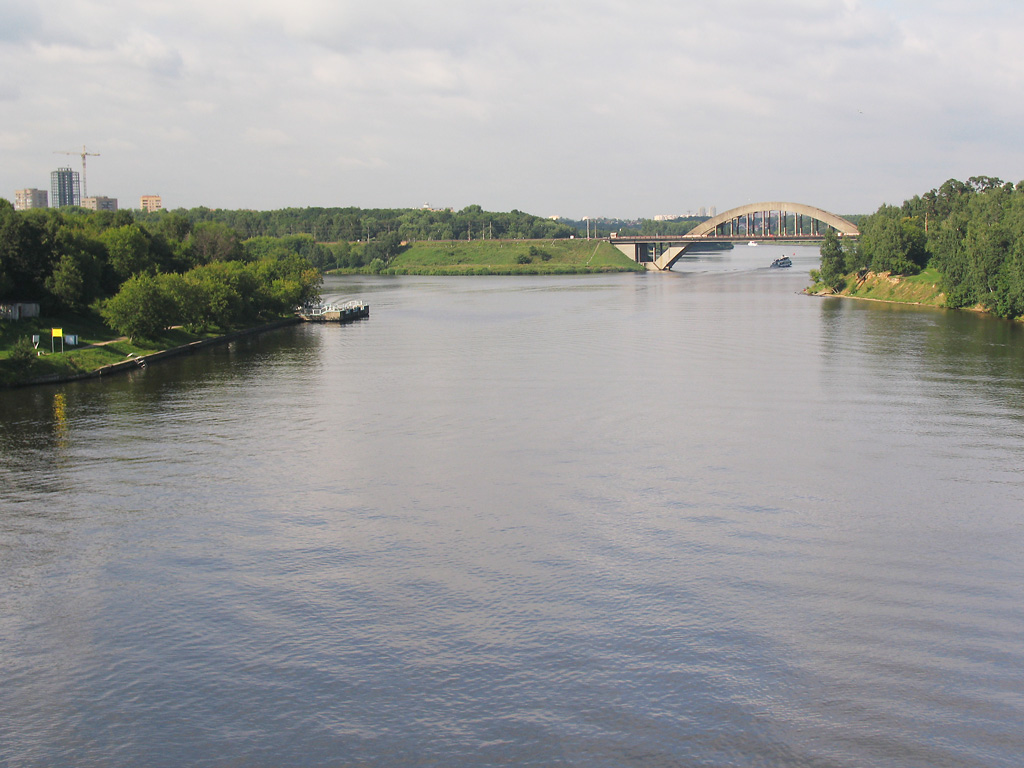
Химкинский мост ОЖД
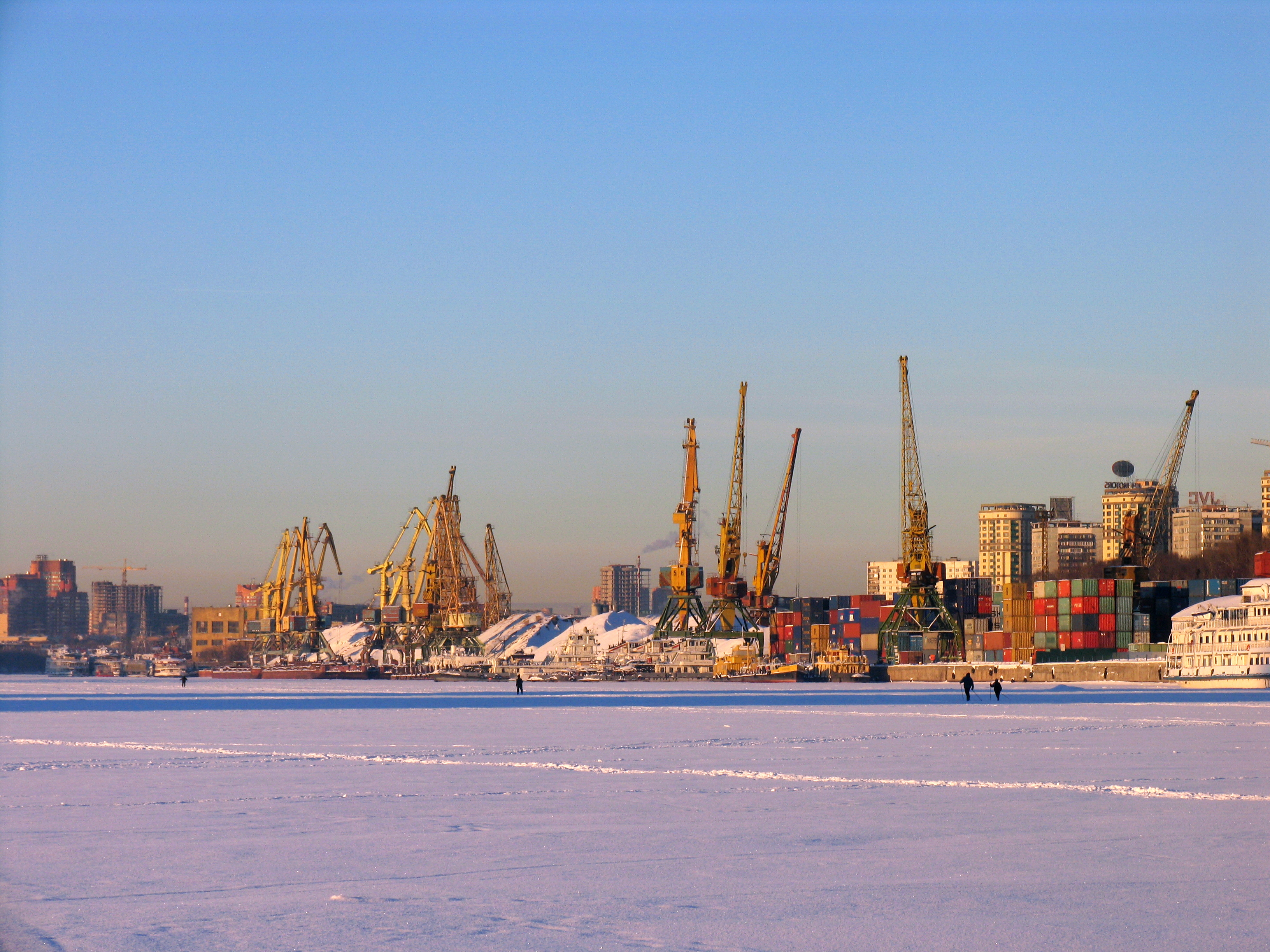
Северный речной порт зимой
Химкинский пляж в 1964 году
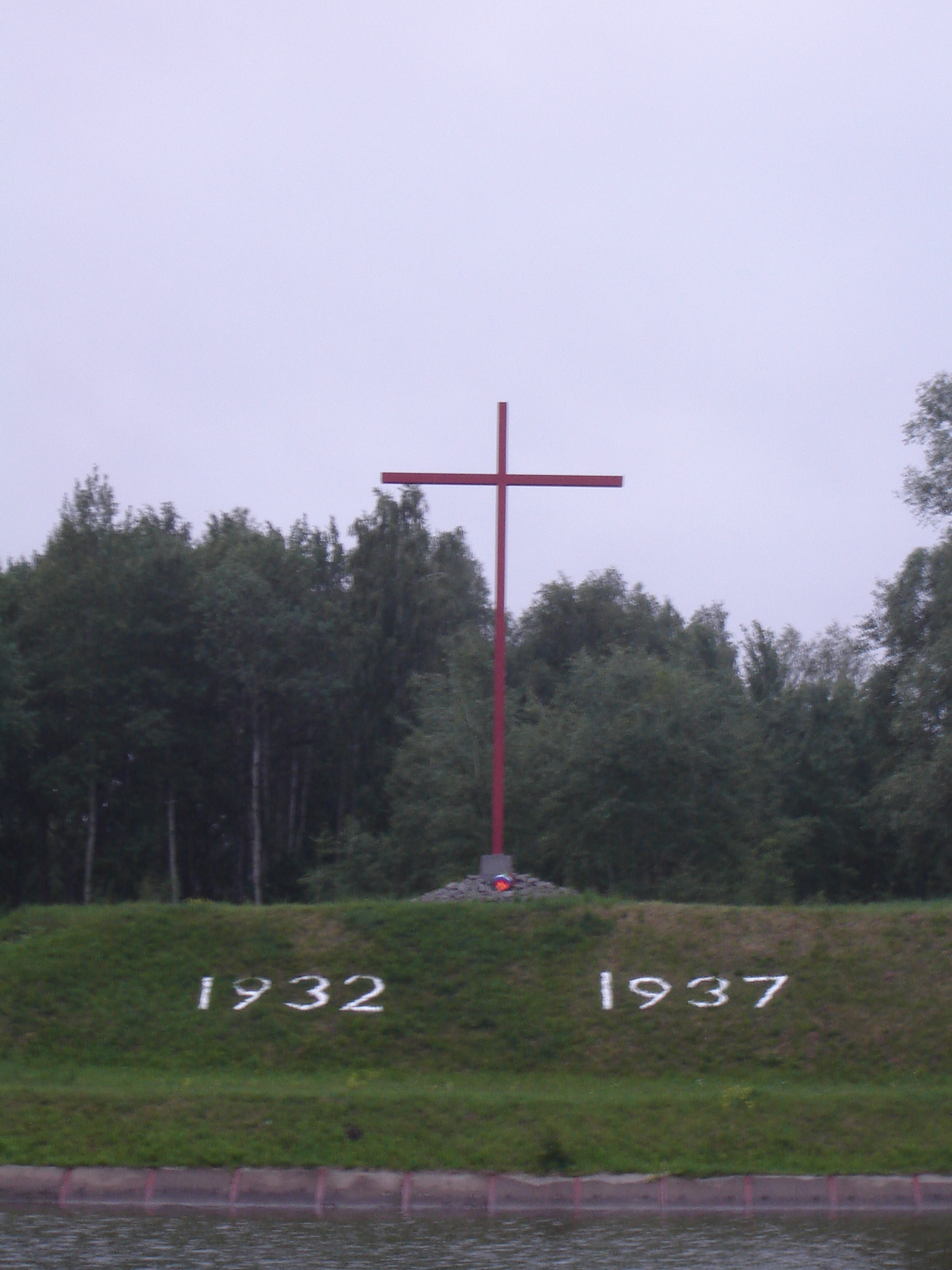
Памятный крест заключённым Дмитровлага — строителям канала имени Москвы
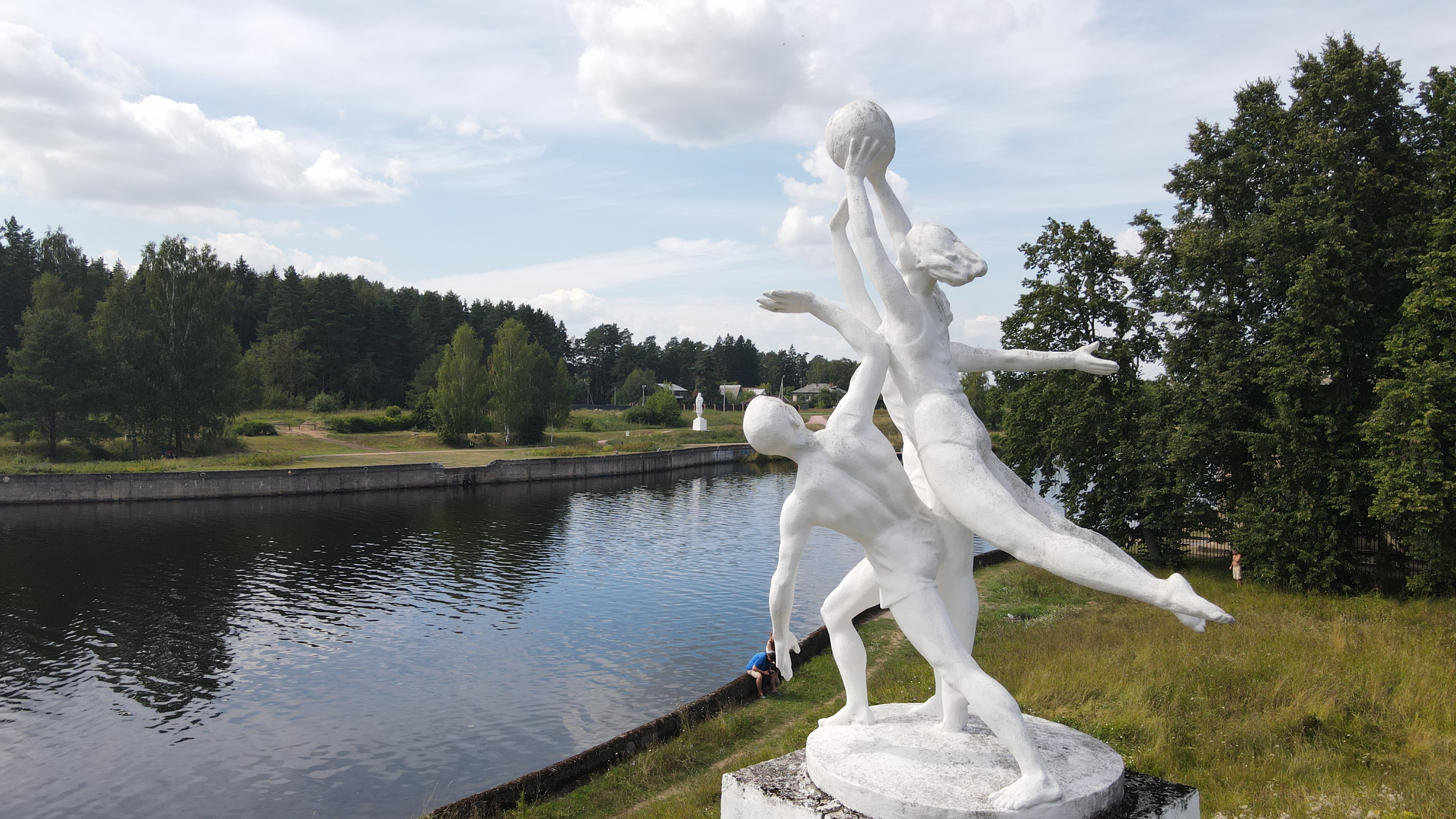
Советские скульптуры в Орево

Почтовая марка СССР, 1934 год
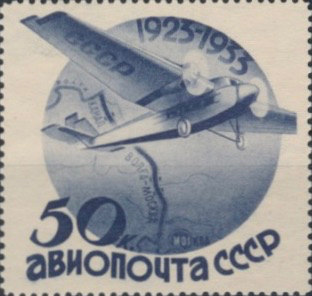
Самолёт ПС-9 летит над каналом

Серия почтовых марок СССР, 1947 год
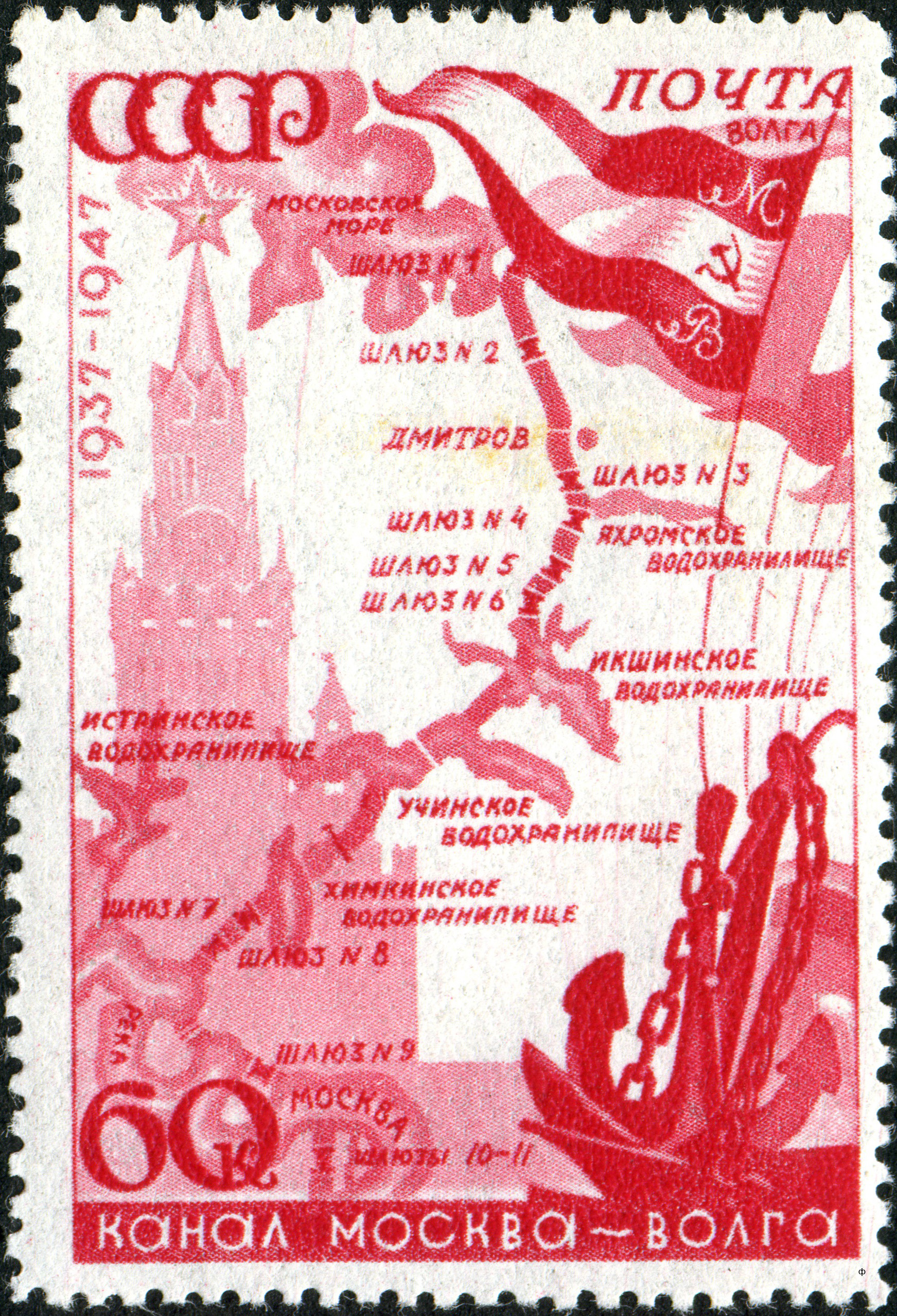
Схема канала
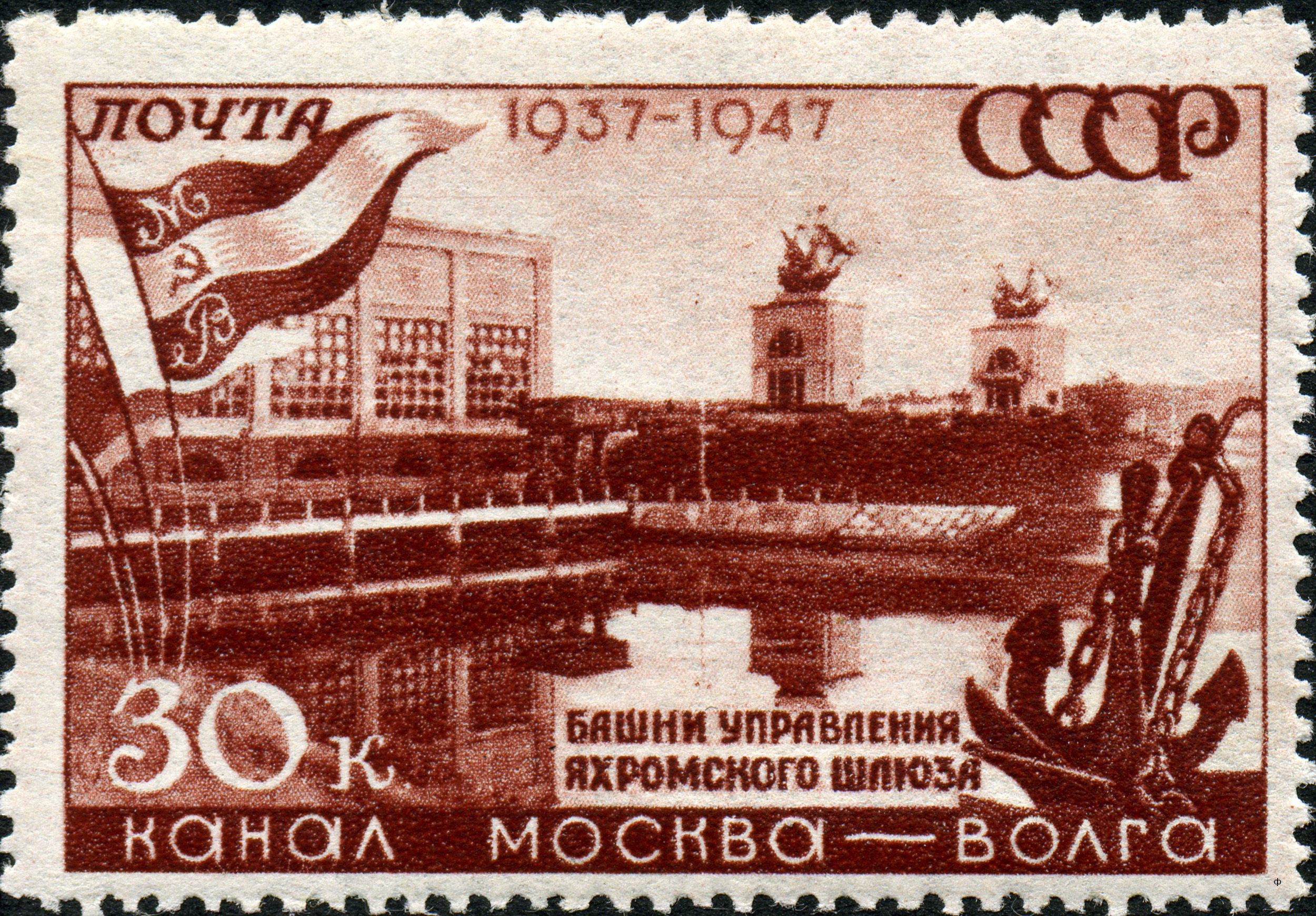
Яхромской шлюз
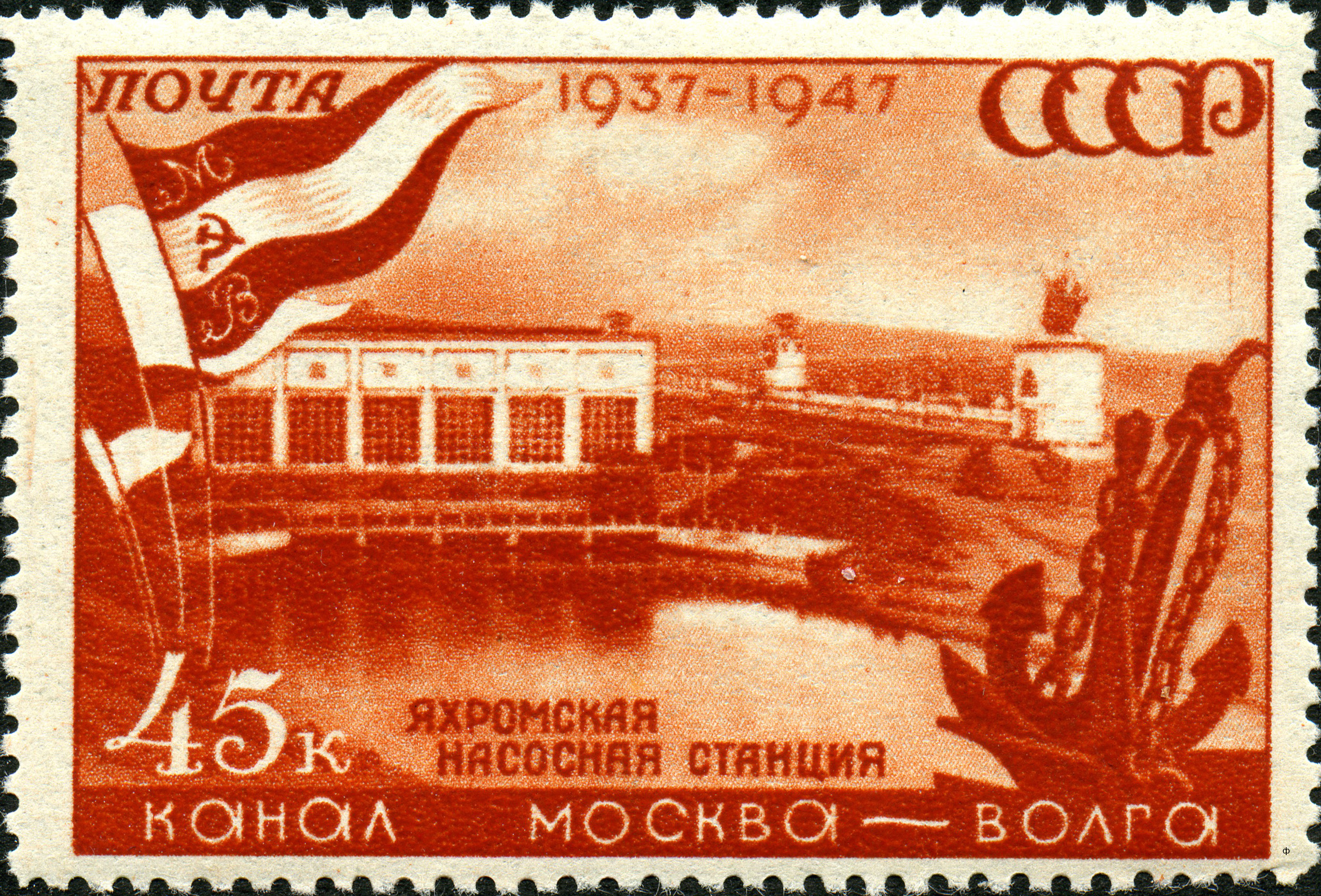
Яхромская насосная станция
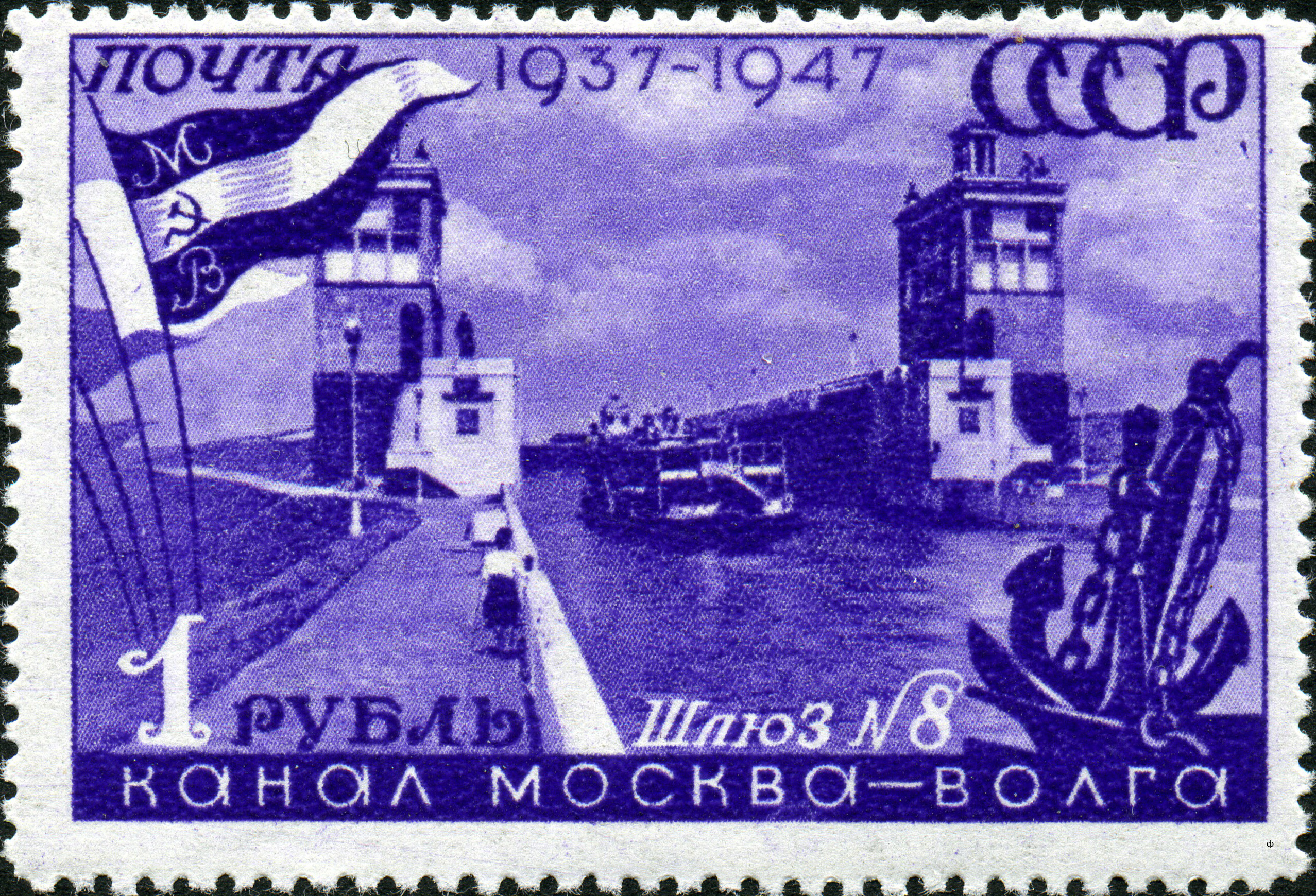
Шлюз № 8
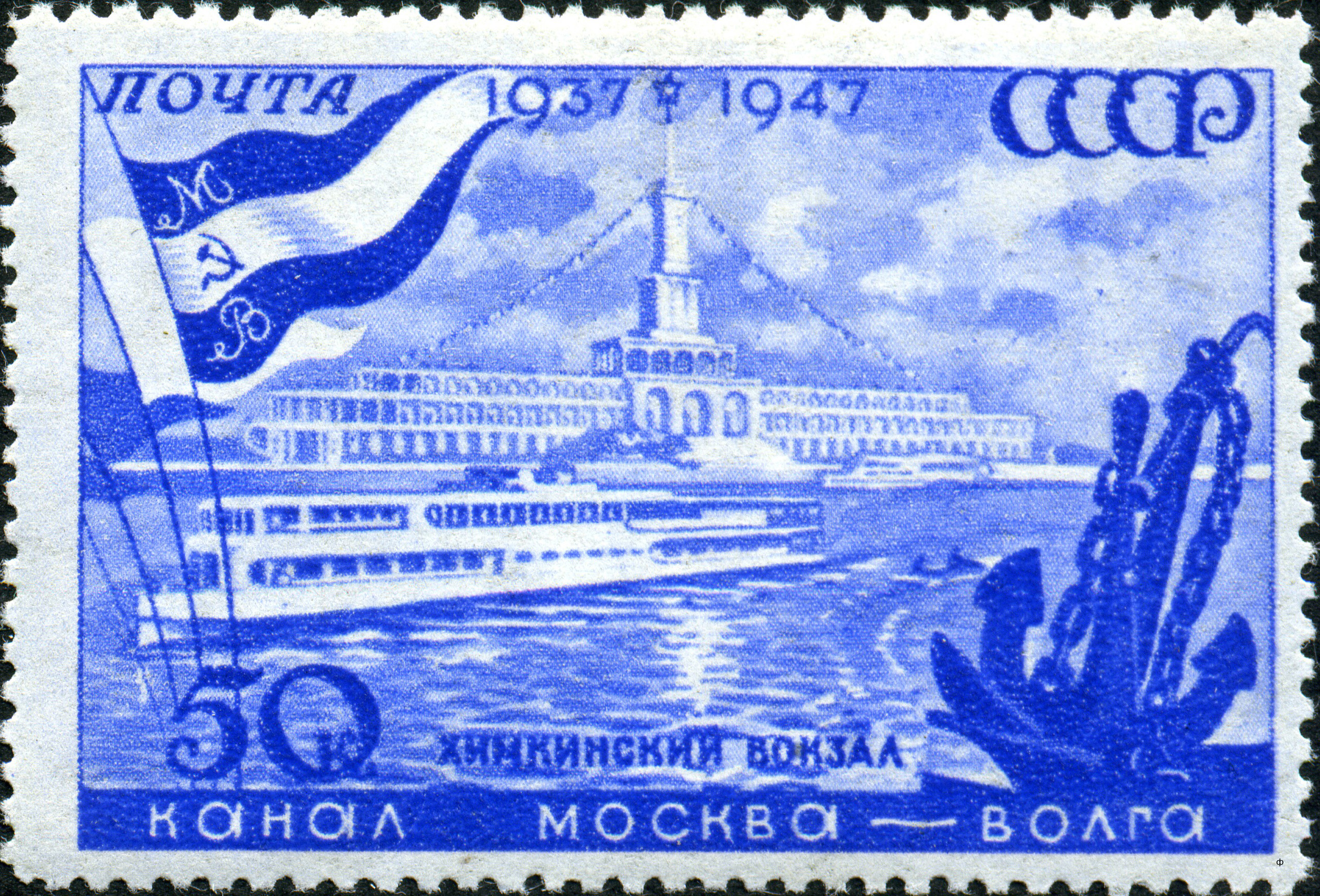
Химкинский вокзал

Марки России
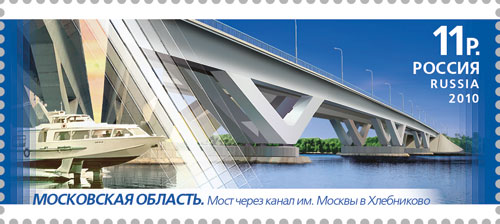
Мост у посёлка Хлебниково (2010)